# Умершие в апреле 2018 года
Это список известных людей, соответствующих установленным критериям значимости (см. Википедия:Критерии значимости персоналий), умерших в апреле 2018 года.
Причина смерти указывается лишь в исключительных случаях (убийство, самоубийство, гибель в результате военных действий, смертная казнь, ДТП или несчастные случаи). В остальных случаях — не указывается.

## 30 апреля

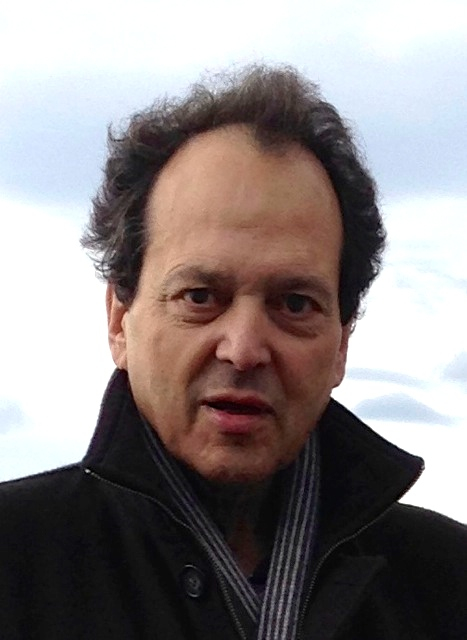
Анатолий Каток

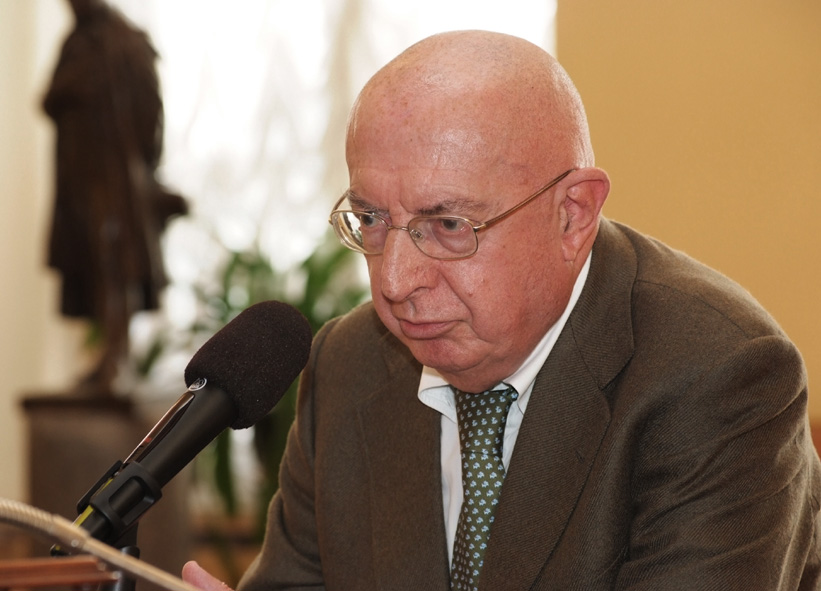
Витторио Страда

- Авраменко, Валентин Александрович (65) — советский и российский химик, член-корреспондент РАН (2008)[1].
- Генс, Георгий Владимирович (63) — российский предприниматель, владелец компании «Ланит»[2].
- Зариньш, Валдис (76) — советский и латвийский скрипач, народный артист Латвийской ССР (1978)[3].
- Ивашов, Валентин Иванович (88) — советский и российский механик-энергомашиностроитель, академик ВАСХНИЛ и РАСХН (1988—2013), академик РАН (2013)[4].
- Каток, Анатолий Борисович (73) — советский и американский математик, специалист по теории динамических систем[5].
- Камерон, Джан (70) — австралийская спортсменка (плавание), серебряный призёр летних Олимпийских игр в Токио (1964)[6].
- Латиф, Идрис Хасан (94) — индийский государственный деятель, главный маршал авиации, начальник штаба авиации (1978—1981), губернатор штата Махараштра (1982—1985), посол Индии во Франции (1985—1988)[7].
- Страда, Витторио (89) — итальянский литературовед и переводчик-славист, историк русской литературы, научной и общественной мысли[8].

## 29 апреля

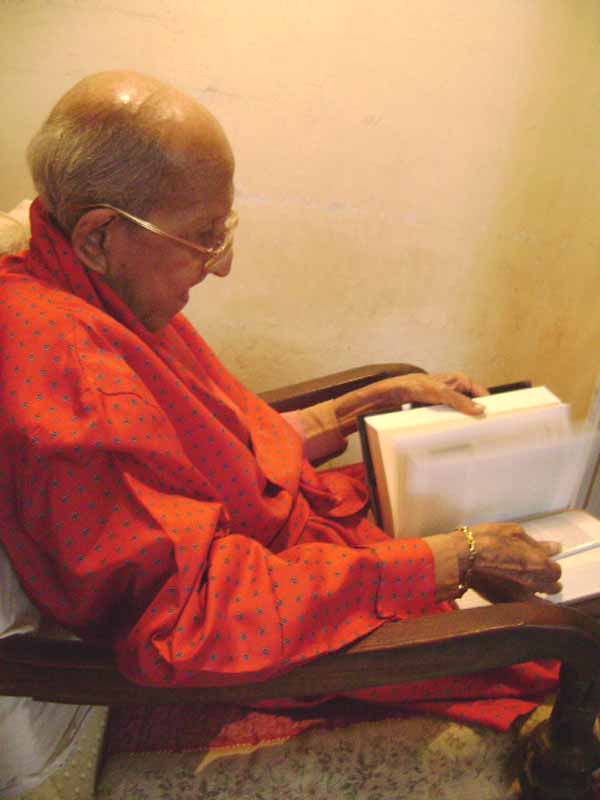
Лестер Пьерес

- Гарсиа Меса, Луис (88) — боливийский военный и государственный деятель, президент Боливии (1980—1981)[9].
- Георге, Илие (76) — румынский актёр театра и кино[10].
- Мартин, Майкл (72) — британский государственный деятель, спикер Палаты общин (2000—2009)[11].
- Перьес, Лестер (99) — шри-ланкийский режиссёр и сценарист[12].

## 28 апреля

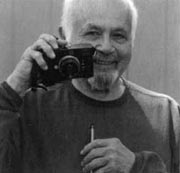
Арт Шэй

- Адриан (Кирсанов) (96) — архимандрит Русской православной церкви, старец, насельник Псково-Печерского Успенского монастыря[13].
- Англеро, Роберто (88) — пуэрто-риканский композитор и певец[14].
- Дриневский, Николай Павлович (80) — украинский медик, доктор медицинских наук (1990), профессор (1991)[15].
- Кох, Эрик (98) — канадский писатель[16].
- Лейбер, Герсон (96) — американский художник[17]
- Лейбер, Джудит (97) — американский дизайнер сумок, свидетельница Холокоста[18].
- Перес, Монтсе (61) — испанская актриса[19].
- Пол, Арт (93) — американский художник-иллюстратор, автор логотипа Playboy[20].
- Рибейру, Ажилдо (86) — бразильский актёр[21][22].
- Талло, Брюс (82) — английский легкоатлет (стайер), чемпион Европы в беге на 5000 метров (1962)[23].
- Титаренко, Евгений Максимович (82) — советский писатель, брат Раисы Горбачёвой[24].
- Харви, Ларри (70) — американский филантроп, основатель фестиваля Burning Man[25].
- Шэй, Арт (96) — американский фотограф и писатель[26].

## 27 апреля

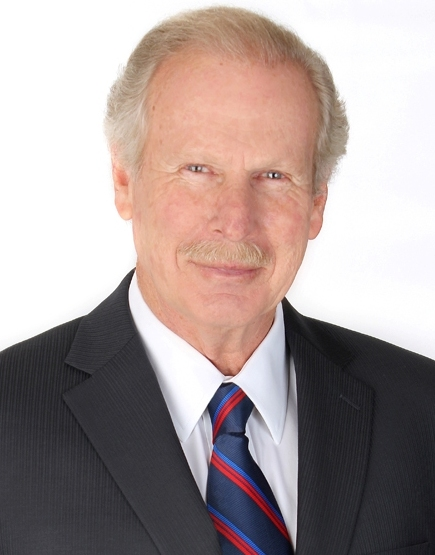
Альваро Арсу

- Арсу Иригойен, Альваро (72) — гватемальский государственный деятель, президент Гватемалы (1996—2000)[27].
- Бальфур, Эрл (85) — канадский хоккеист («Чикаго Блэкхокс»), победитель Кубка Стэнли (1961)[28].
- Доманский, Валерий Иванович (76) — советский и российский автоконструктор, создатель автоагрегата .
- Китс, Дональд (88) — американский композитор[29].
- Клюжев, Борис Алексеевич (71) — советский и российский тренер по лёгкой атлетике, заслуженный тренер России[30].
- Кулиева, Мая (97) — советская туркменская оперная певица, народная артистка СССР (1955), Герой Туркменистана (2008)[31].
- Печников, Геннадий Михайлович (91) — советский и российский актёр, народный артист РСФСР (1977)[32].
- Салахиддинов, Махмуд Салахиддинович (84) — советский и узбекский математик и государственный деятель, академик (1974) и президент (1988—1994) Академии наук Узбекистана[33].
- Уитт, Пол Юнгер (77) — американский продюсер[34].
- Черкашин, Эдуард Иванович (81) — советский хозяйственный, государственный и политический деятель, председатель Пермского горисполкома (1983—1986)[35].
- Янг, Рой — британский певец и пианист[36].

## 26 апреля

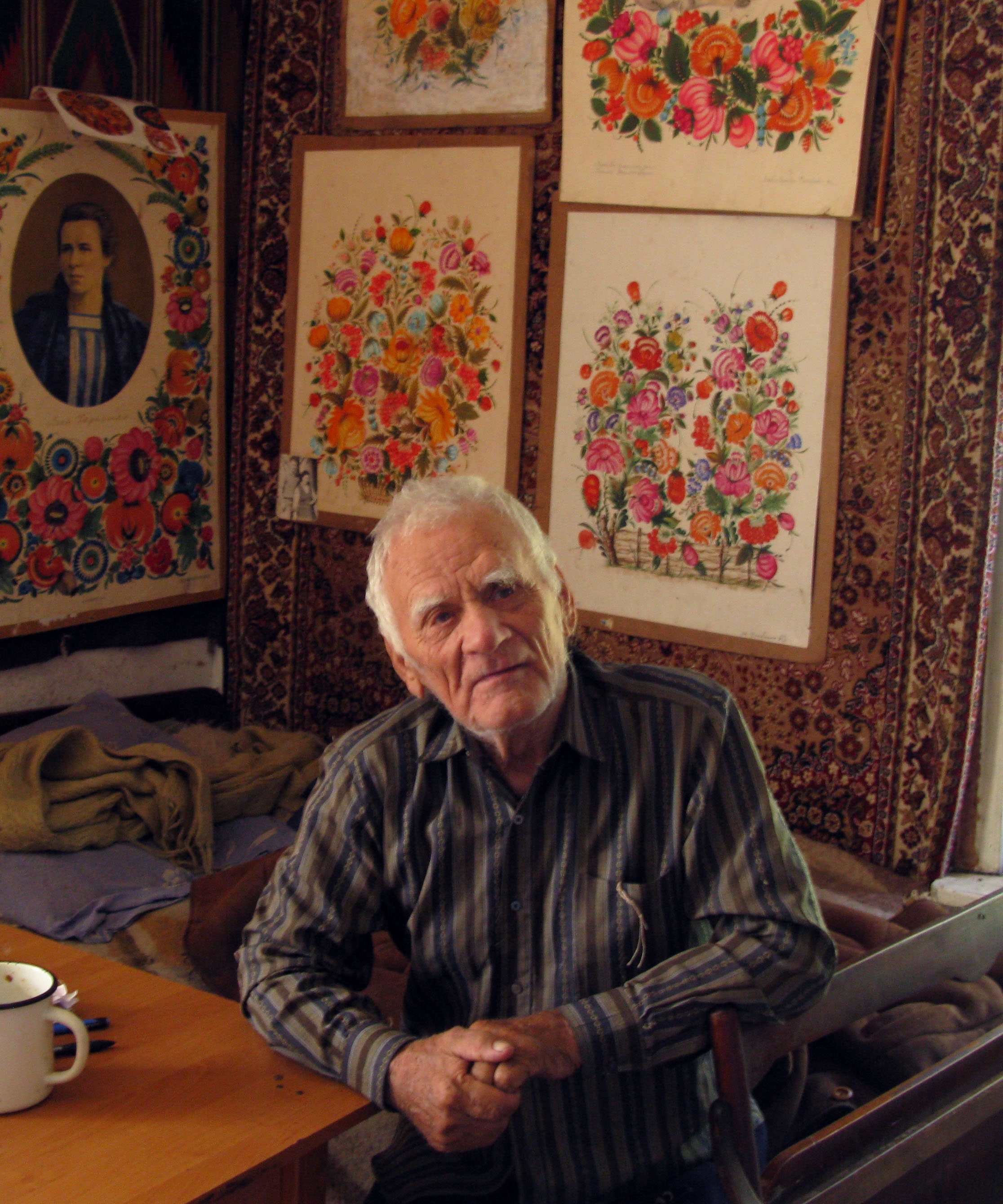
Василий Соколенко

- Агешин, Борис Дмитриевич (78) — советский и российский актёр, мим, заслуженный артист Российской Федерации (1995), муж актрисы Татьяны Пилецкой[37].
- Вахромова, Клавдия Фёдоровна (96) — советский передовик сельскохозяйственного производства, звеньевая колхоза имени Кирова (1935—1976), Герой Социалистического Труда (1948)[38].
- Иванюк, Сергей Семёнович (Сергей Оксеник) (66) — украинский писатель и журналист, ректор Киево-Могилянской академии (1994—2000)[39].
- Изабакаров, Гаджиомар (86) — советский и российский дагестанский художник, заслуженный художник Российской Федерации (2011)[40].
- Исии, Ёсинобу (79) — японский футболист и тренер[41].
- Ислам, Шамсул (87) — бангладешский государственный деятель, министр информации (1991—1996, 2001—2006)[42].
- Касаль, Грегорио (82) — мексиканский актёр[43].
- Комосса, Герд-Хельмут (93) — немецкий военный и государственный деятель, генерал-майор ФРГ в отставке[44].
- Михайлов, Владимир Юрьевич (75) — советский и российский актёр театра и кино .
- Мкртчян, Мисак Левонович (80) — советский партийный и армянский государственный деятель, депутат Национальное собрание Армении (1999—2003)[45].
- Чарльз Невилл[англ.] (79) — американский саксофонист, лауреат Премии «Грэмми» за лучшее инструментальное поп-исполнение (1990)[46].
- Николич, Йордан (84) — югославский и сербский певец[47].
- Орфе, Эльвира (95) — аргентинская писательница[48].
- Паролини, Джанфранко (93) — итальянский режиссёр и сценарист[49].
- Попович, Арсений Николаевич (75) — советский и российский композитор и композитор мультипликационного кино, заслуженный работник культуры РФ (1999)[50].
- Соколенко, Василий Иванович (96) — советский и украинский художник и педагог, мастер петриковской росписи, заслуженный мастер народного творчества УССР (1981), член Национального союза художников УССР и Украины (1962)[51].
- Хофф, Филип Хендерсон (93) — американский политик, губернатор Вермонта (1963—1969)[52].
- Чистяков, Сергей Сергеевич (67) — советский и российский тренер по боксу, заслуженный тренер СССР[53].

## 25 апреля
- Аббас (74) — иранский фотограф[54].

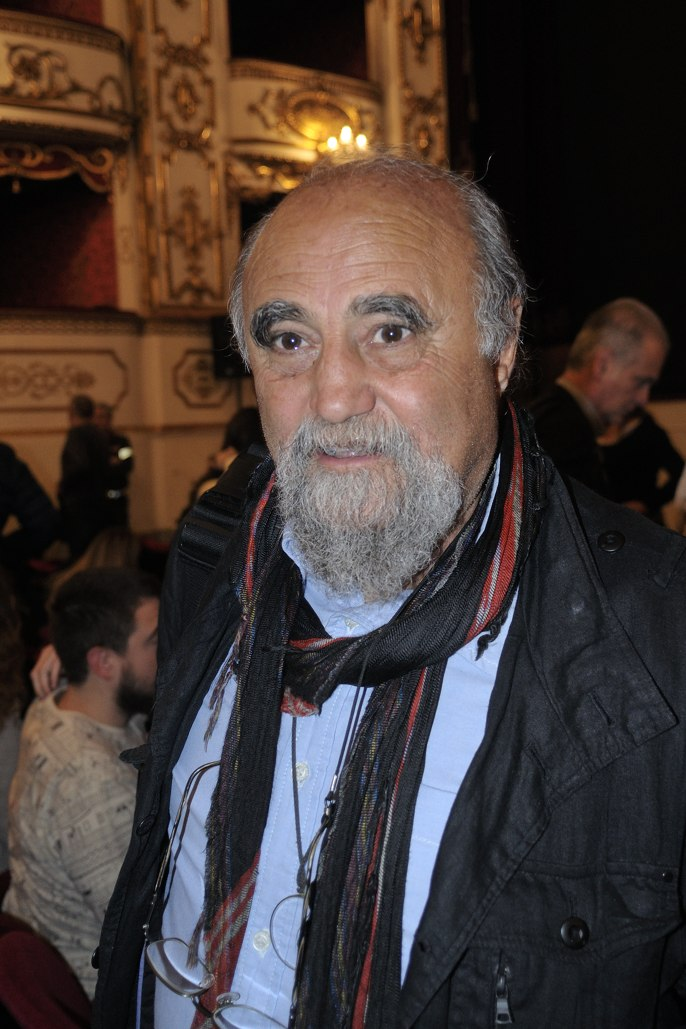
Аббас

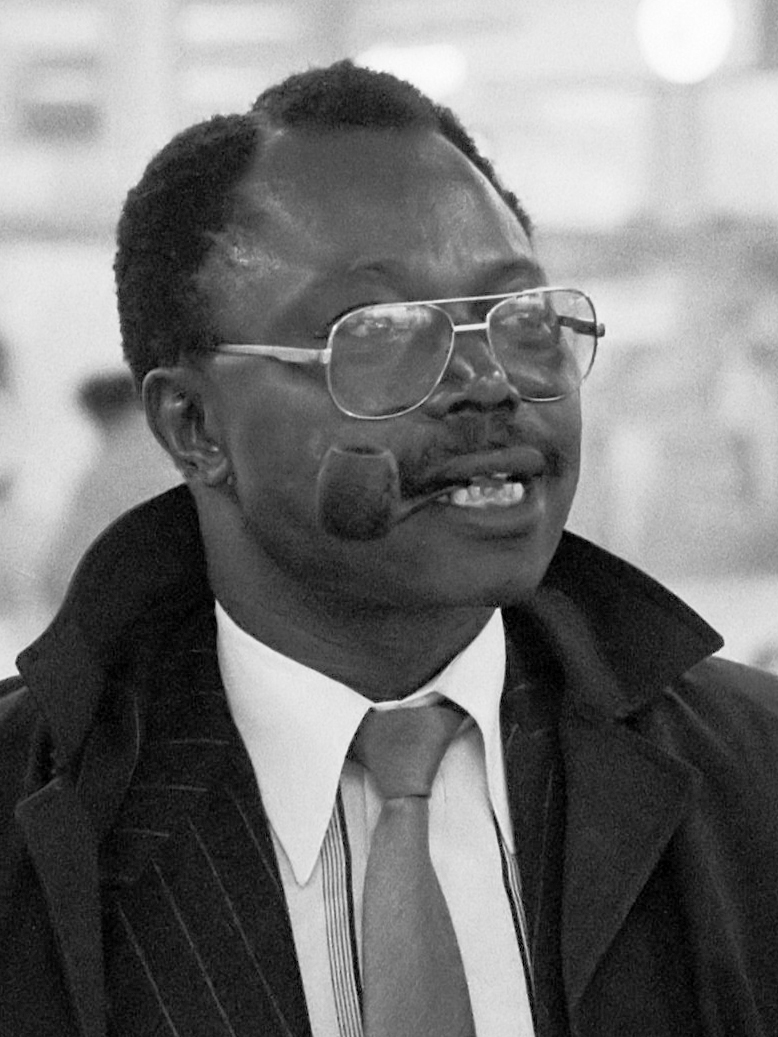
Адебайо Адедеджи

- Аббасов, Шухрат Салихович (87) — советский и узбекский кинорежиссёр, сценарист, педагог, народный артист СССР (1981)[55].
- Адедеджи, Адебайо (87) — нигерийский государственный деятель, министр экономического развития и реконструкции Нигерии (1971—1975), заместитель Генерального секретаря ООН (1978—1991)[56].
- Андерсон, Майкл (98) — британский кинорежиссёр[57].
- Бакланов, Виктор Петрович (84) — советский и российский тренер по современному пятиборью, заслуженный тренер СССР[58].
- Вернигоров, Виталий Петрович (69) — советский и украинский учёный, исследователь Антарктиды[59].
- Мадиха, Гаухар (62) — пакистанская актриса, основательница театра «Аджока», борец за права женщин[60].
- Макартур, Эдит (92) — британская актриса[61].
- Марсон, Алберту (93) — бразильский баскетболист, бронзовый призёр летних Олимпийских игр в Лондоне (1948)[62].
- Селдин, Дональд (97) — американский нефролог[63].
- Треповский, Олег Борисович (52) — украинский актёр, народный артист Украины (2011)[64].
- Шевченко, Фёдор Петрович (93) — советский контрразведчик, начальник ОО КГБ по Московскому ВО (1980—1988), генерал-майор в отставке, участник Великой Отечественной войны[65].

## 24 апреля

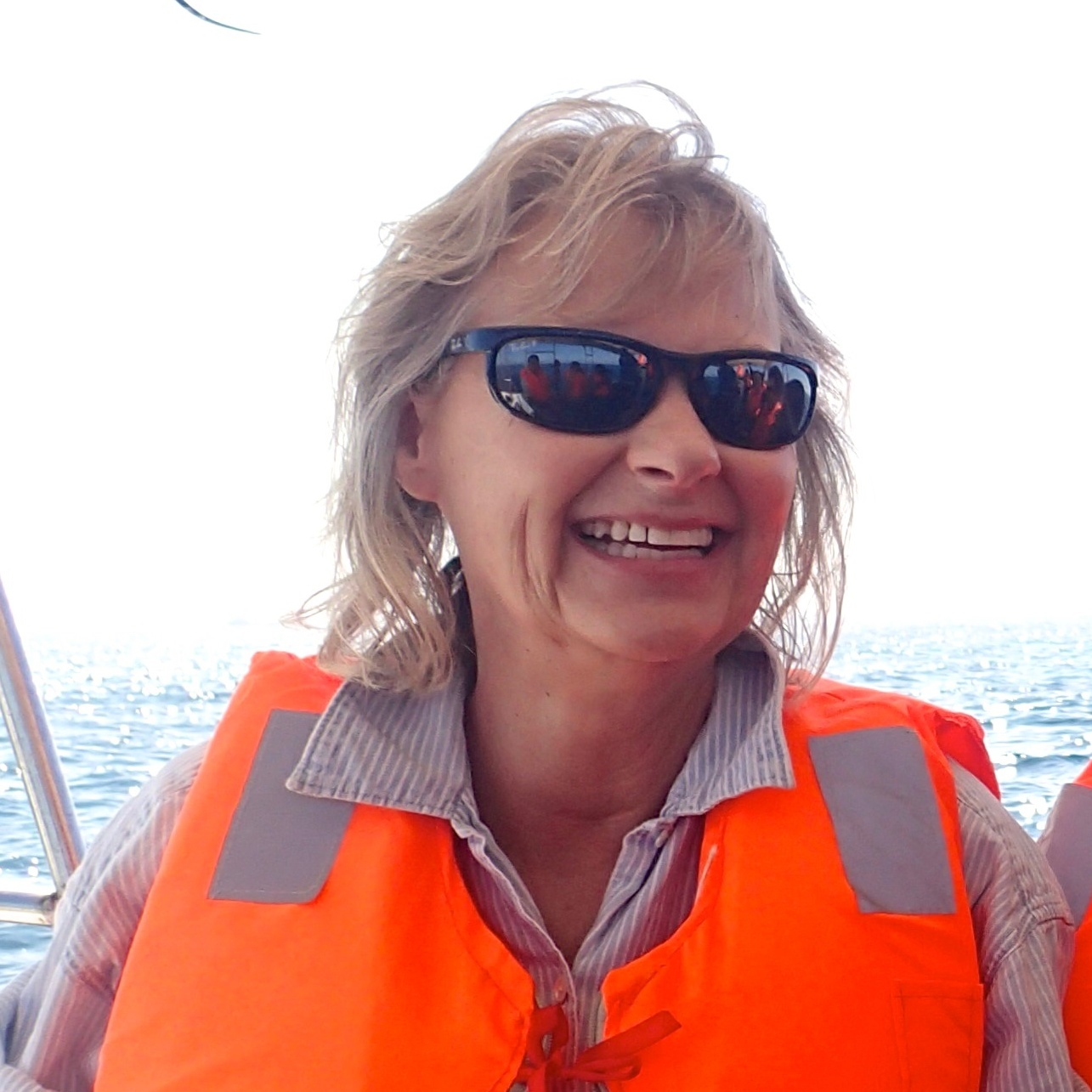
Сьюзен Уильямс

- Гайшун, Иван Васильевич (71) — советский и белорусcкий математик, доктор физико-математических наук (1984), профессор (1992), академик Национальной академии наук Беларуси (1991)[66].
- Климбовский, Александр Андреевич (91) — советский организатор сельскохозяйственного производства, председатель колхоза имени М. Горького (Мордовская АССР) (1959—1990), Герой Социалистического Труда (1966)[67].
- Мишель, Анри (70) — французский футболист и тренер[68].
- Никольский, Анатолий Николаевич (84) — советский и российский живописец, Народный художник Российской Федерации (2010)[69].
- Претнар, Цвето (61) — югославский и словенский хоккеист, вратарь[70].
- Смит, Эмма (94) — британская писательница[71].
- Сутан Иван Сукри Мунаф (60) — индонезийский журналист и писатель[72].
- Уильямс, Сьюзен (66) — американский морской биолог; ДТП[73].

## 23 апреля

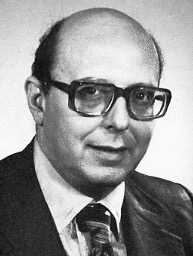
Джованни Галлони

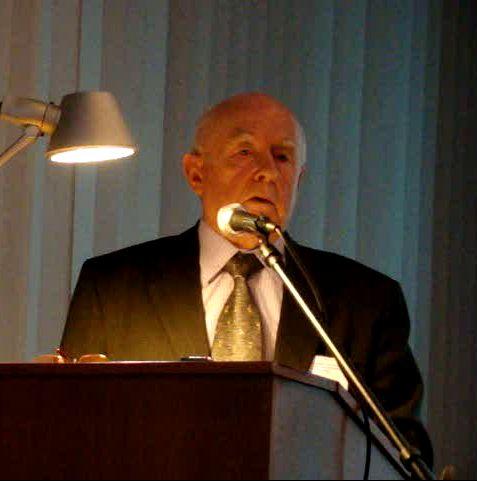
Виля Гельбрас

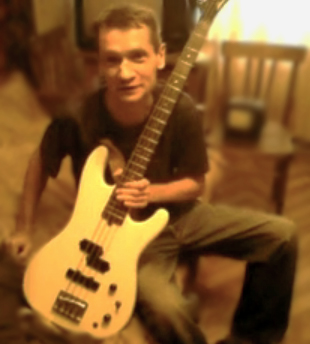
Сергей Тупикин

- Абалакин, Виктор Кузьмич (87) — советский и российский астроном, директор Пулковской обсерватории (1983—2000), член-корреспондент РАН (1991; член-корреспондент АН СССР с 1987)[74][75].
- Башарин, Гелий Павлович (90) — советский и российский учёный в области теории систем и сетей массового обслуживания и систем телекоммуникации, заслуженный деятель науки РФ[76].
- Белишова, Лири (91) — албанский партийный и государственный деятель, член Политбюро Албанской партии труда (1948—1960)[77].
- Вайсс, Владимир (78) — чехословацкий футболист, серебряный призёр летних Олимпийских игр в Токио (1964)[78].
- Галлони, Джованни (90) — итальянский юрист и государственный деятель, министр общественного образования (1987—1989)[79].
- Гельбрас, Виля Гдаливич (88) — советский и российский востоковед-синолог, доктор исторических наук[80].
- Дороу, Боб (94) — американский джазовый композитор и исполнитель[81].
- Йигер, Леланд (93) — американский экономист[82].
- Леонов, Геннадий Алексеевич (71) — советский и российский математик, декан математико-механического факультета СПбГУ (c 1988), член-корреспондент РАН (2006)[83].
- Мейнуолд, Джерролд (91) — американский химик, лауреат Национальной научной медали США (2012) и Премии Тайлера (1990)[84].
- Рубинштейн, Артур Б. (80) — американский композитор[85].
- Симмонс, Арт (92) — американский джазовый пианист[86].
- Сунгур, Мухаммад Махди (93 или 94) — турецкий военный деятель, генерал армии Турции[87].
- Тупикин, Сергей Иванович (53) — советский и российский музыкант, гитарист группы «Сектор Газа» (1988—1993)[88].
- Чернилов, Эля Гершевич (86) — советский горный инженер-механик, конструктор буровых станков. Лауреат Ленинской премии 1966 года в области техники[источник не указан 2653 дня].
- Янгер, Пол (55) — британский гидрогеолог и эколог[89].

## 22 апреля

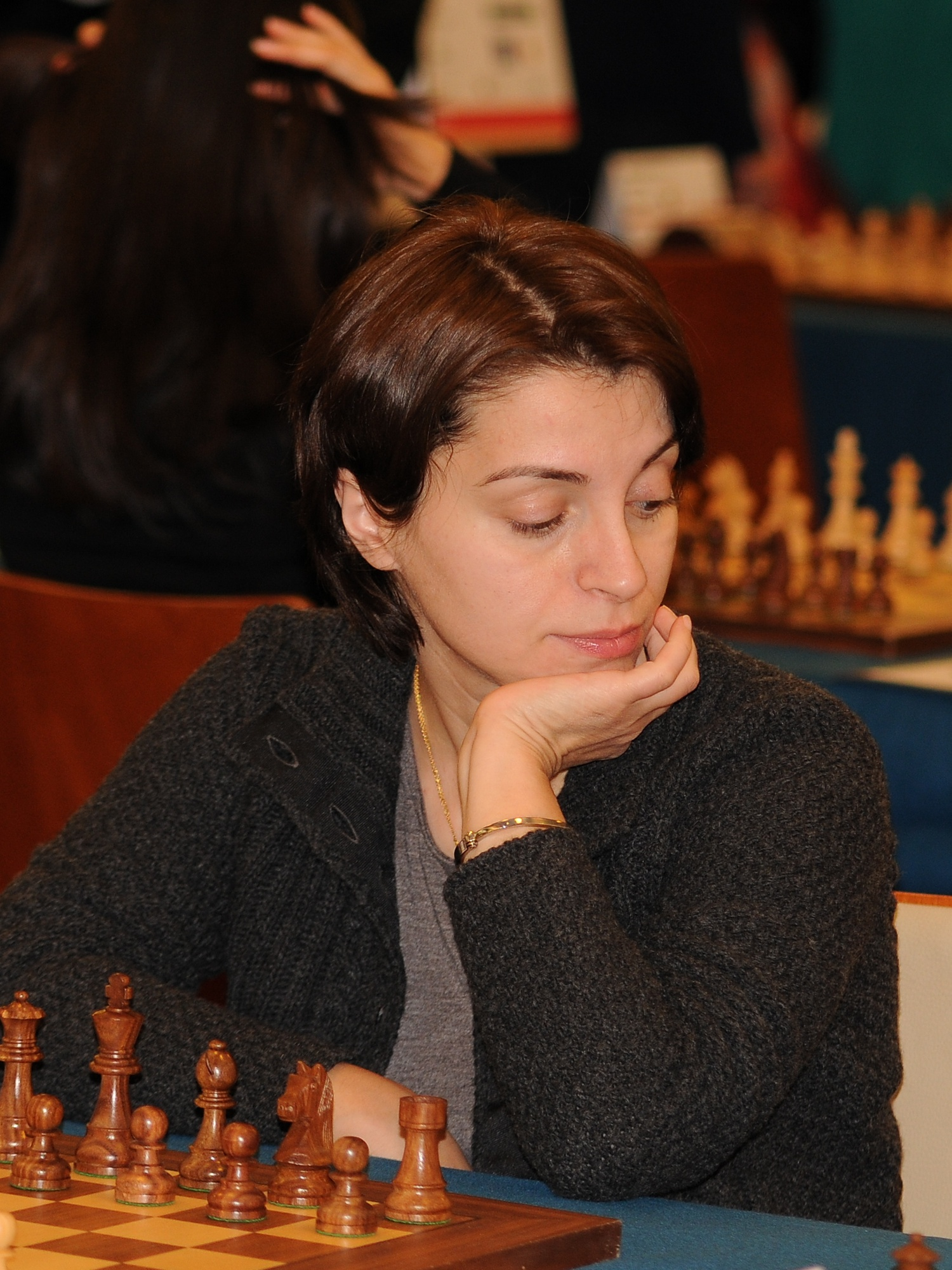
Нино Хурцидзе

- Битенц, Деметер (95) — югославский и словенский актёр[90][91].
- Неумывакин, Иван Павлович (89) — доктор медицинских наук, профессор, руководитель программы оздоровления советских космонавтов[92].
- Подвинцев, Олег Борисович (55) — российский политолог, политтехнолог, доктор политических наук, профессор, заведующий отделом по исследованию политических институтов и процессов Пермского научного центра УрО РАН[93].
- Райс, Чарли (98) — американский джазовый музыкант[94].
- Рао, Балантрапу Раджаниканта (98) — индийский писатель[95].
- Хурцидзе, Нино (42) — грузинская шахматистка, международный мастер (1999)[96].

## 21 апреля

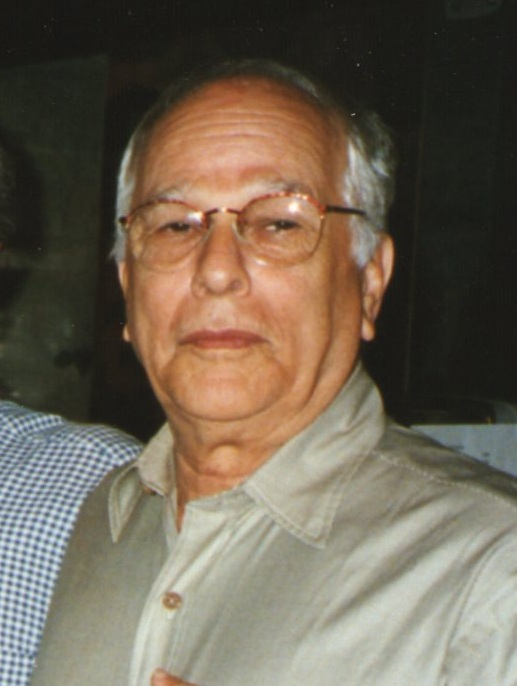
Нелсон Перейра дос Сантос

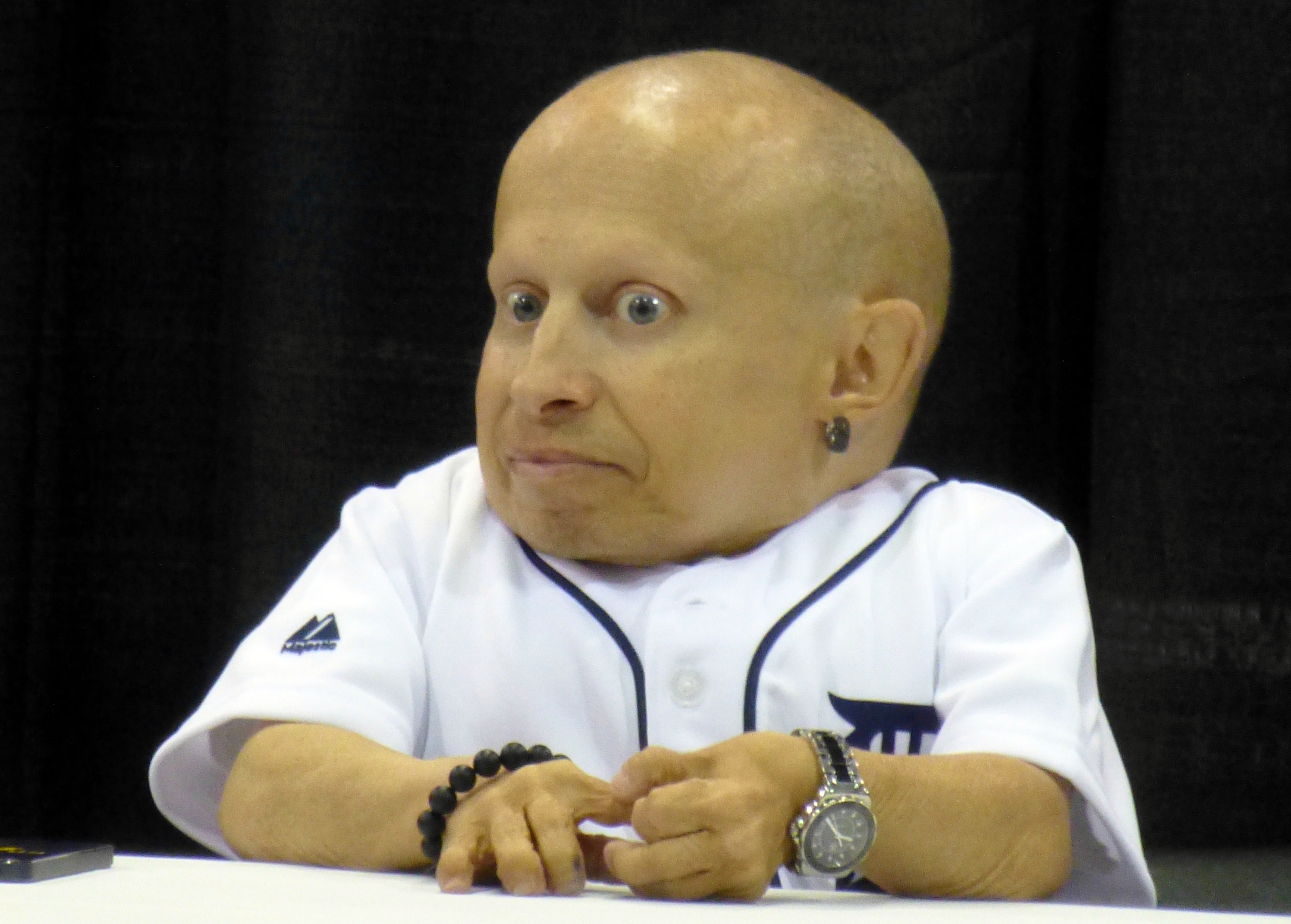
Верн Тройер

- Веденеев, Рудольф Борисович (78) — советский и российский скульптор и правозащитник[97].
- Дорошина, Нина Михайловна (83) — советская и российская актриса театра и кино, народная артистка РСФСР (1985)[98].
- Звягин, Евгений Аронович (73) — советский и российский писатель[99].
- Кейтс, Роберт (89) — американский географ, лауреат Национальной научной медали США (1991)[100].
- Ле Бури, Фирмен (68) — французский детективный писатель[101].
- Перейра дос Сантос, Нелсон (89) — бразильский кинорежиссёр и сценарист[102].
- Сафронова, Людмила Николаевна (88) — советская балерина и балетный педагог, заслуженная артистка РСФСР (1959)[103].
- Тадзима, Наби (117) — японская долгожительница, старейший житель Земли, последний верифицированный человек в мире, родившийся в XIX столетии[104].
- Туранжо, Югетт (79) — канадская оперная певица[105].
- Тройер, Верн (49) — американский актёр, стендап-комик и каскадёр[106].

## 20 апреля

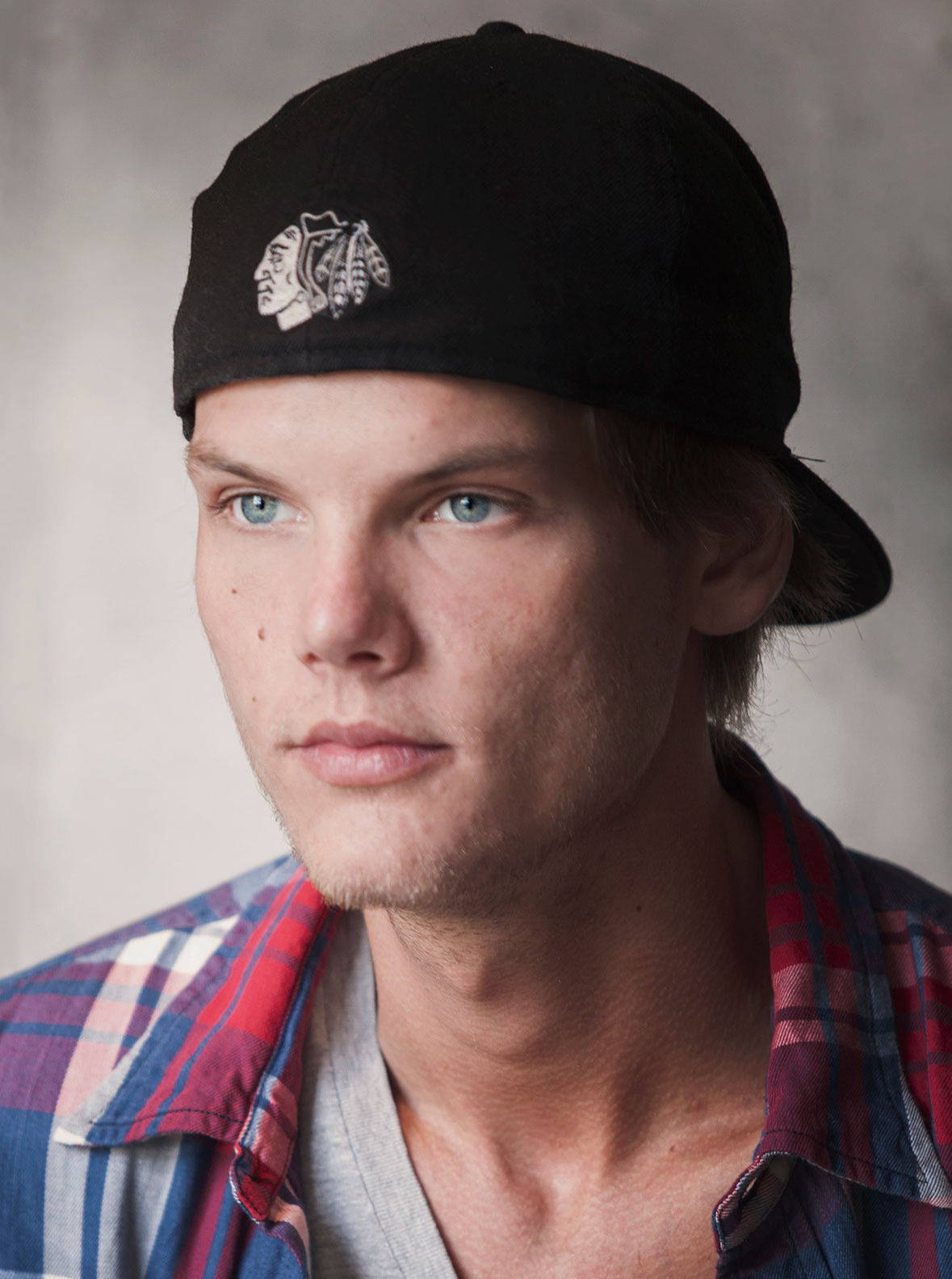
Авичи

- Авичи (28) — шведский диджей и музыкальный продюсер: суицид[107].
- Аврионов, Владимир (65) — болгарский тренер и спортивный менеджер по самбо, президент спортивного клуба «Локомотив» (София)[108].
- Бентли, Рой (93) — английский футболист, выступавший за клуб «Челси» (1948—1956), участник чемпионата мира (1950), участник Второй мировой войны[109].
- Звик, Чарльз (91) — американский государственный служащий, директор Административно-бюджетного управления США (1968—1969)
- Кантансио, Леопольдо (54) — филиппинский боксёр, двукратный призёр летних Азиатских игр (1986, 1990); ДТП[110].
- Карчяускас, Миколас (79) — литовский писатель и переводчик[111].
- Лужников, Евгений Алексеевич (83) — советский и российский токсиколог, академик РАМН (2004—-2013), академик РАН (2013)[112].
- Рыбакова, Галина Илларионовна (79) — советский передовик производства, бригадир совхоза «Заокский» Серпуховского района Московской области, Герой Социалистического Труда (1966)[113].
- Страйд, Джон (81) — британский актёр[114][115].
- Чепасова, Антонина Михайловна (91) — советский и российский лингвист, доктор филологических наук (1987), заслуженный деятель науки Российской Федерации (1992), заслуженный работник высшей школы России (2006)[116].
- Шрут, Павел (78) — чешский поэт и писатель[117].

## 19 апреля

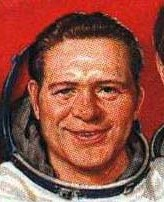
Владимир Ляхов

- Агудело, Грасьела (72) — мексиканская пианистка и композитор[118].
- Асипов, Сапабек Асипович (92) — советский и казахстанский писатель и журналист, лауреат премии Союза журналистов Казахской ССР, участник Великой Отечественной войны[119].
- Корнилий (Якобс) (93) — архиерей Эстонской православной церкви, митрополит Таллинский и всея Эстонии, предстоятель Эстонской православной церкви Московского патриархата (с 1992 года)[120].
- Лубсанов, Александр Гомбоевич (76) — российский государственный деятель, председатель Народного хурала Бурятии (2002—2007)[121].
- Ляхов, Владимир Афанасьевич (76) — советский космонавт, лётчик-космонавт СССР (1979), дважды Герой Советского Союза (1979, 1983)[122].
- Огородников, Борис Иванович (82) — советский и российский учёный, спортсмен, лауреат Ленинской премии 1966 года, чемпион СССР по спортивному ориентированию[123].
- Салех ас-Самад (39) — йеменский государственный деятель, Председатель Верховного Политического Совета Йемена (с 2016); убит[124].
- Сантони, Джоэль (74) — французский режиссёр и сценарист[125].
- Степанов, Игорь Васильевич (70) — российский государственный деятель, председатель Вологодской городской думы (2009—2013)[126].

## 18 апреля

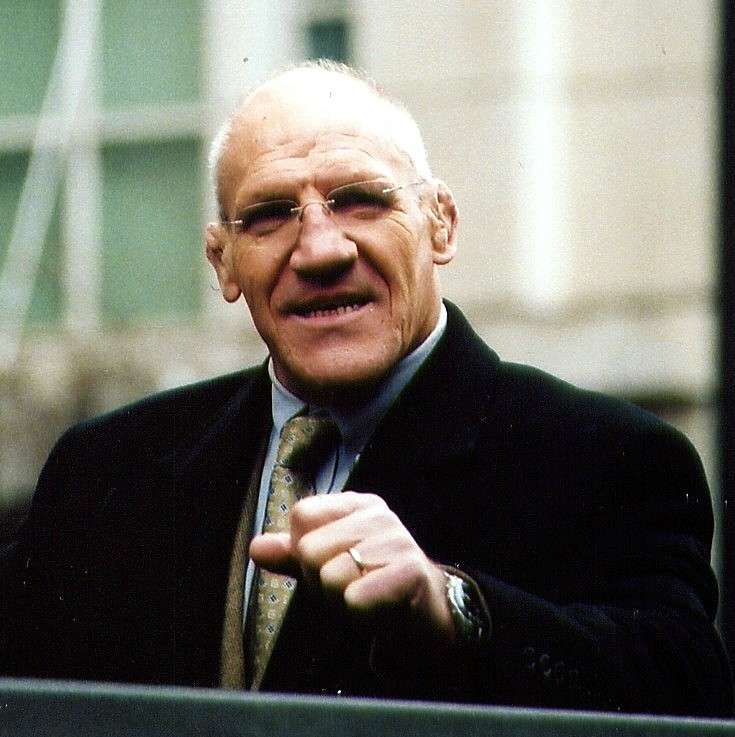
Бруно Саммартино

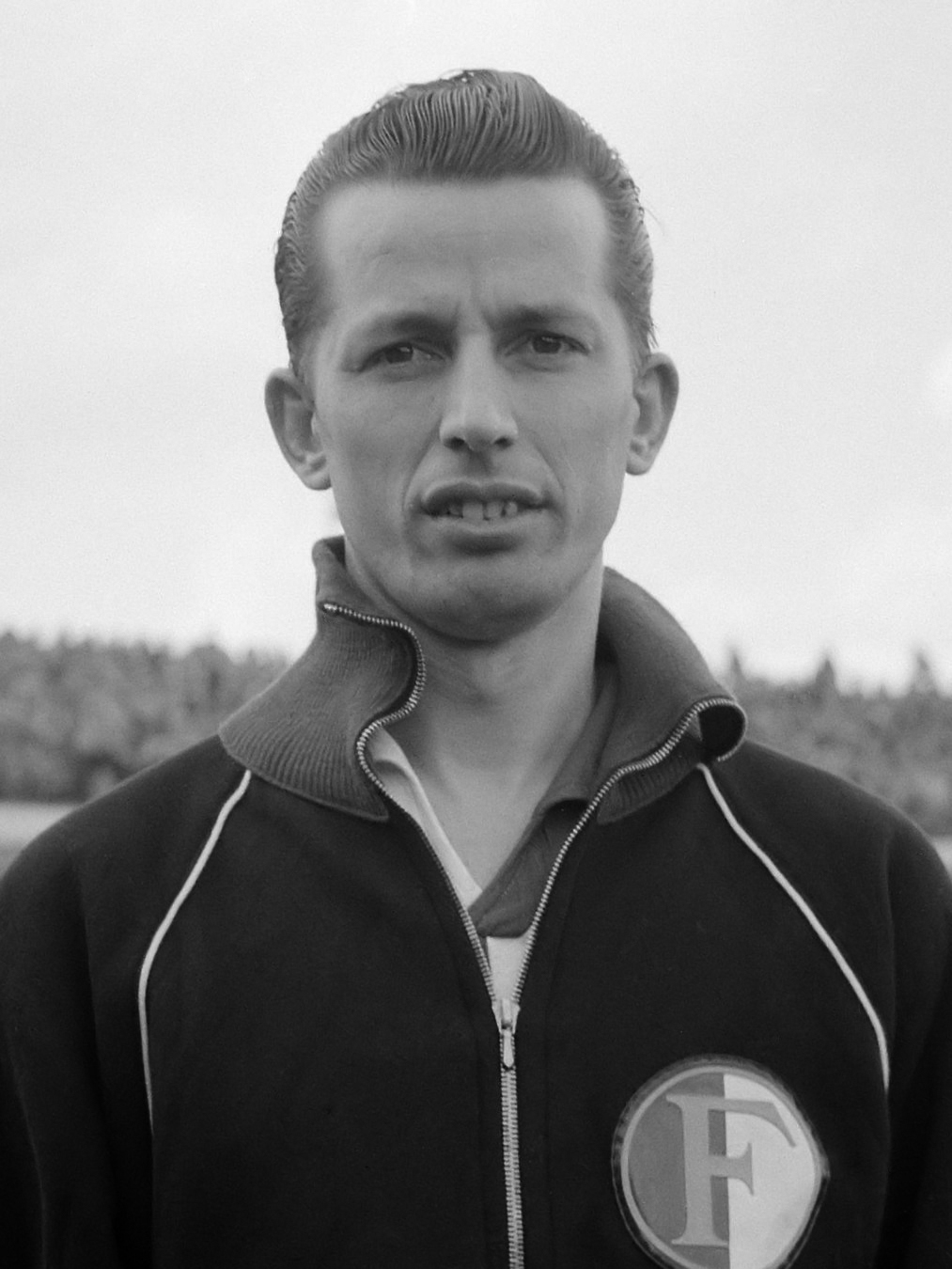
Хенк Схаутен

- Бёр, Карл (92) — немецкий и американский физик, пионер солнечной энергетики[127].
- Бол, Чарльз (59) — американский сценарист[128].
- Болдуин, Герард (87) — американский режиссёр[129].
- Вавилов, Юрий Николаевич (90) — советский и российский физик, профессор ФИАНа, сын Николая Вавилова[130].
- Гамарник, Григорий Александрович (88) — советский украинский греко-римский борец, чемпион мира по борьбе в Карлсруэ (1955), заслуженный мастер спорта СССР (1955), участник летних Олимпийских игр (1960)[131].
- Зауэрлендер, Виллибальд (94) — немецкий историк искусства[132].
- Сакер, Говард (90) — американский историк и писатель[133].
- Саммартино, Бруно (82) — американский рестлер[134].
- Схаутен, Хенк (86) — нидерландский футболист[135].
- Уинтон, Дейл (62) — британский актёр, диджей, теле- и радиоведущий[136].
- Флори, Жан (82) — французский историк[137].

## 17 апреля
- БигТом (81) — ирландский певец[138].

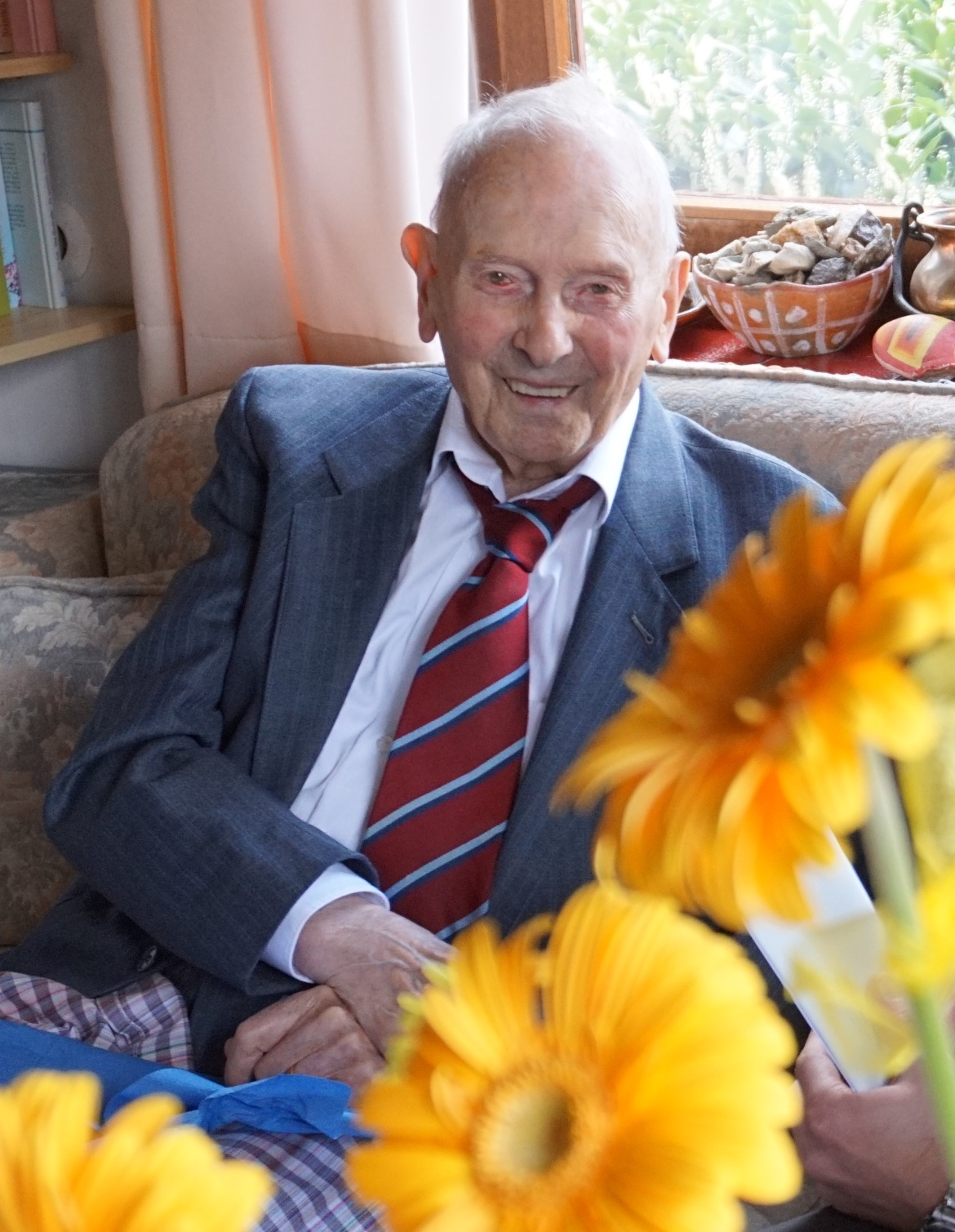
Карл Равер

- Буш, Барбара (92) — жена Джорджа Буша-старшего, первая леди США (1989—1993), мать Джорджа Буша-младшего[139].
- Гуиди, Пьеро (68) — британский саксофонист[140].
- Курал, Тургут (51) — турецкий дипломат, посол Турции в Бенине[141].
- Ольденбург, Ричард (84) — шведский и американский музейный работник, директор Нью-Йоркского музея современного искусства (1972—1995)[142].
- Равер, Карл (104) — немецкий физик[143].
- Рябов, Яков Петрович (90) — советский партийный и государственный деятель, секретарь ЦК КПСС (1976—1979)[144].
- Скраггс, Рэнди (64) — американский музыкант, лауреат премии «Грэмми»[145].
- Хафиф, Маршия (88) — американская художница[146].
- Шамбер, Алексей Алексеевич (70) — советский и российский артист оперетты, педагог, актёр Свердловского театра музыкальной комедии (с 1973), народный артист Российской Федерации (2002), муж актрисы Нины Шамбер[147].

## 16 апреля

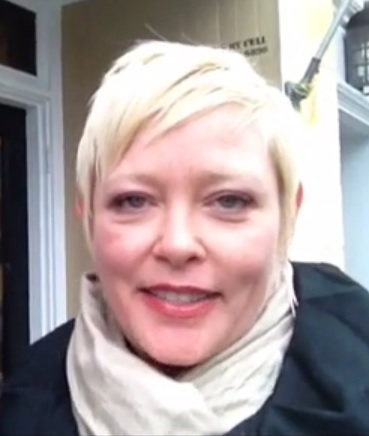
Памела Гидли

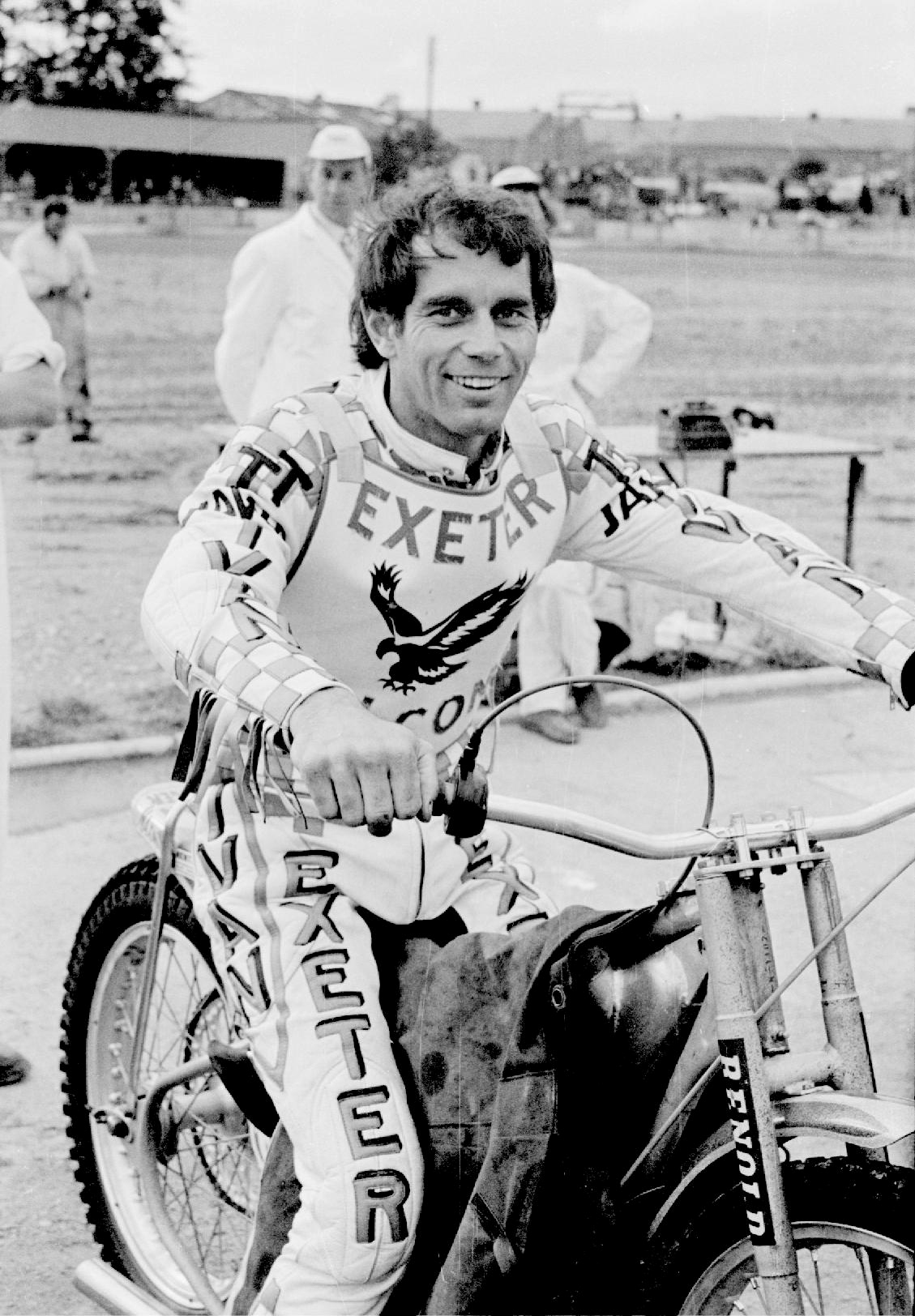
Айвен Могер

- Андерсон, Гарри (65) — американский актёр[148].
- Борн, Густав (96) — британский фармаколог[149].
- Веселовский, Олег Николаевич (90) — советский и российский специалист в области электротехники, доктор технических наук, профессор, основатель и первый заведующий кафедрой электротехники (1962—1994), декан электромеханического факультета и факультета энергетики (1959—1964), проректор по учебной работе (1965—1974) Новосибирского государственного технического университета[150].
- Гидли, Памела (52) — американская актриса[151].
- Думитреску, Флоря (91) — румынский экономист и государственный деятель, министр финансов (1969—1978)[152].
- Лара, Дона Ивонна (97) — бразильская певица и композитор[153].
- Милюков, Анатолий Илларионович (79) — советский и российский экономист, доктор экономических наук, профессор[154].
- Могер, Айвен (78) — новозеландский спидвейный гонщик, шестикратный чемпион мира (1968, 1969, 1970, 1972, 1977, 1979)[155].
- Омар, Напсиа (74) — малайзийская государственная деятельница, министр национального единства и социального развития (1990—1995)[156].
- Продан, Ионела (70) — румынская эстрадная певица[157].
- Рыбаков, Алексей Борисович (66) — советский и российский тренер по самбо, заслуженный тренер России[158].
- Тёльп, Рейн (76) — советский легкоатлет, чемпион СССР в беге на 800 метров (1968), участник летних Олимпийских игр в Токио (1964)[159].
- Тыкке, Владимир Александрович (74) — советский и российский актёр и режиссёр, заслуженный артист РСФСР (1987)[160].
- Фармер,Беверли (77) — австралийская писательница[161].
- Чанышева, Фаина Гафаровна (91) — советская башкирская поэтесса[162].
- Чхве Ынхи (91) — южнокорейская актриса[163].
- Эллиот, Роджер Джеймс (89) — британский физик, лауреат медали и премии Фарадея (1990)[164].

## 15 апреля

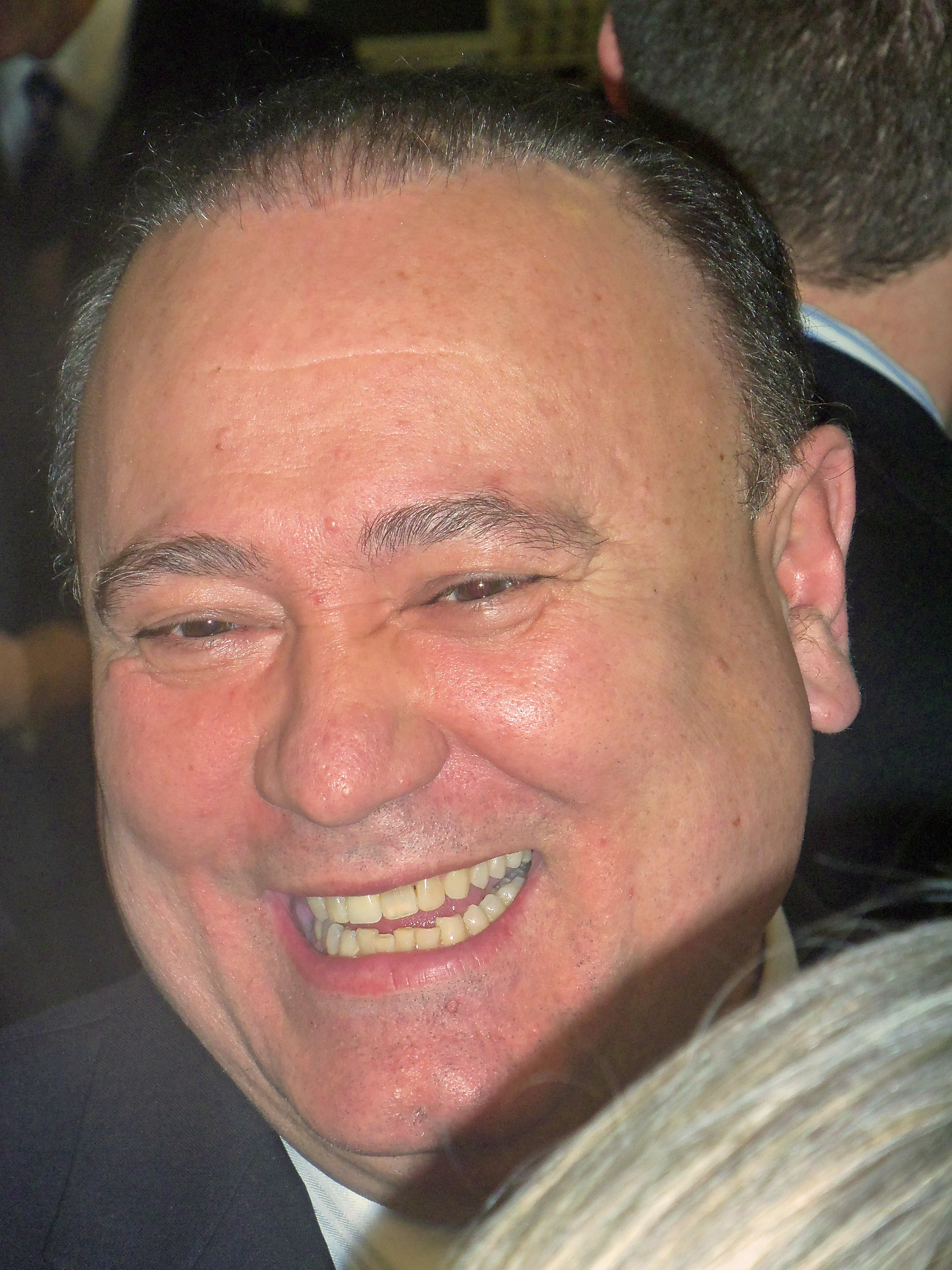
Фрэнк Скартадос

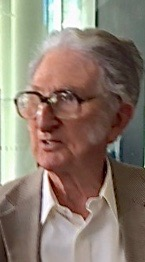
Майкл Халлидей

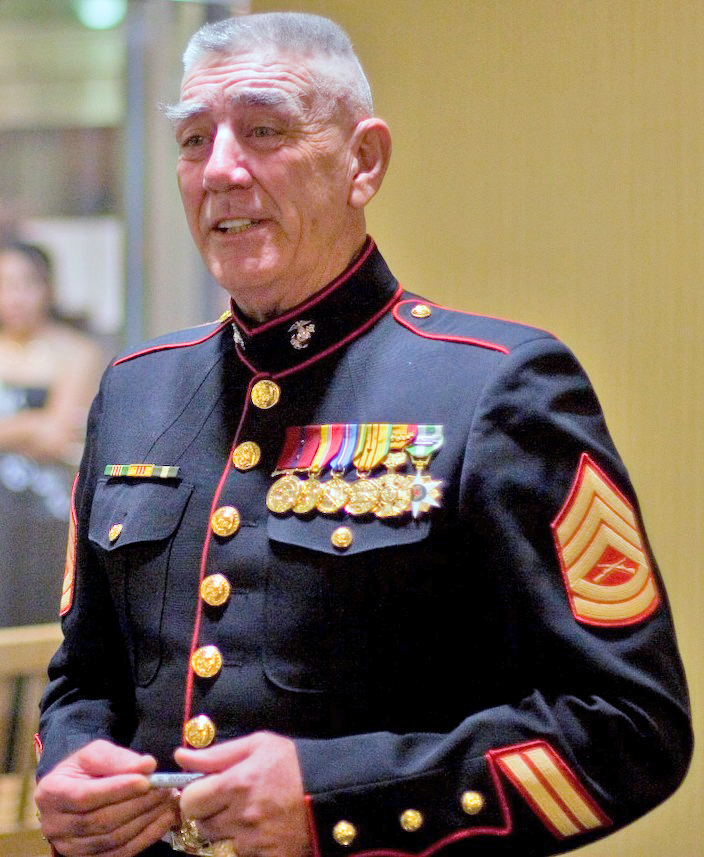
Ли Эрми

- Бен-Итто, Хадасса (91) — израильская писательница и юрист[165].
- Брейден, Боб (84) — американский компьютерный учёный[166].
- Гамбург, Беатрис (94) — американский психиатр[167].
- Д'Антони, Филип (89) — американский продюсер, лауреат премии «Оскар»[168][169].
- Заппала, Стефано (77) — итальянский политический деятель, депутат Европейского парламента (с 1999)[170].
- Матиба, Кеннет (85) — кенийский государственный деятель, министр транспорта и коммуникаций, министр здравоохранения, министр культуры и социальных услуг (1983—1988)[171].
- Милошевич, Боки (86) — сербский кларнетист[172].
- Навейра, Мириам (83) — пуэрто-риканский юрист, председатель Верховного суда Пуэрто-Рико (2003—2004)[173].
- Остер, Джордж (77) — американский биофизик[174].
- Скартадос, Фрэнк (62) — американский политик-демократ, член Ассамблеи штата Нью-Йорк от 100-го (2009—2010, 2012—2013) и 104-го (2012—2018) избирательных округов[175].
- Тавиани, Витторио (88) — итальянский кинорежиссёр и сценарист, брат Паоло Тавиани[176].
- Халлидей, Майкл (93) — австралийский лингвист, основатель системно-функциональной лингвистики[177].
- Цейтин, Михаил Ильич (97) — советский и белорусский тренер и судья по акробатике, режиссёр, мастер спорта СССР[178].
- Эрми, Ли (74) — американский актёр, актёр озвучивания и телеведущий[179].

## 14 апреля

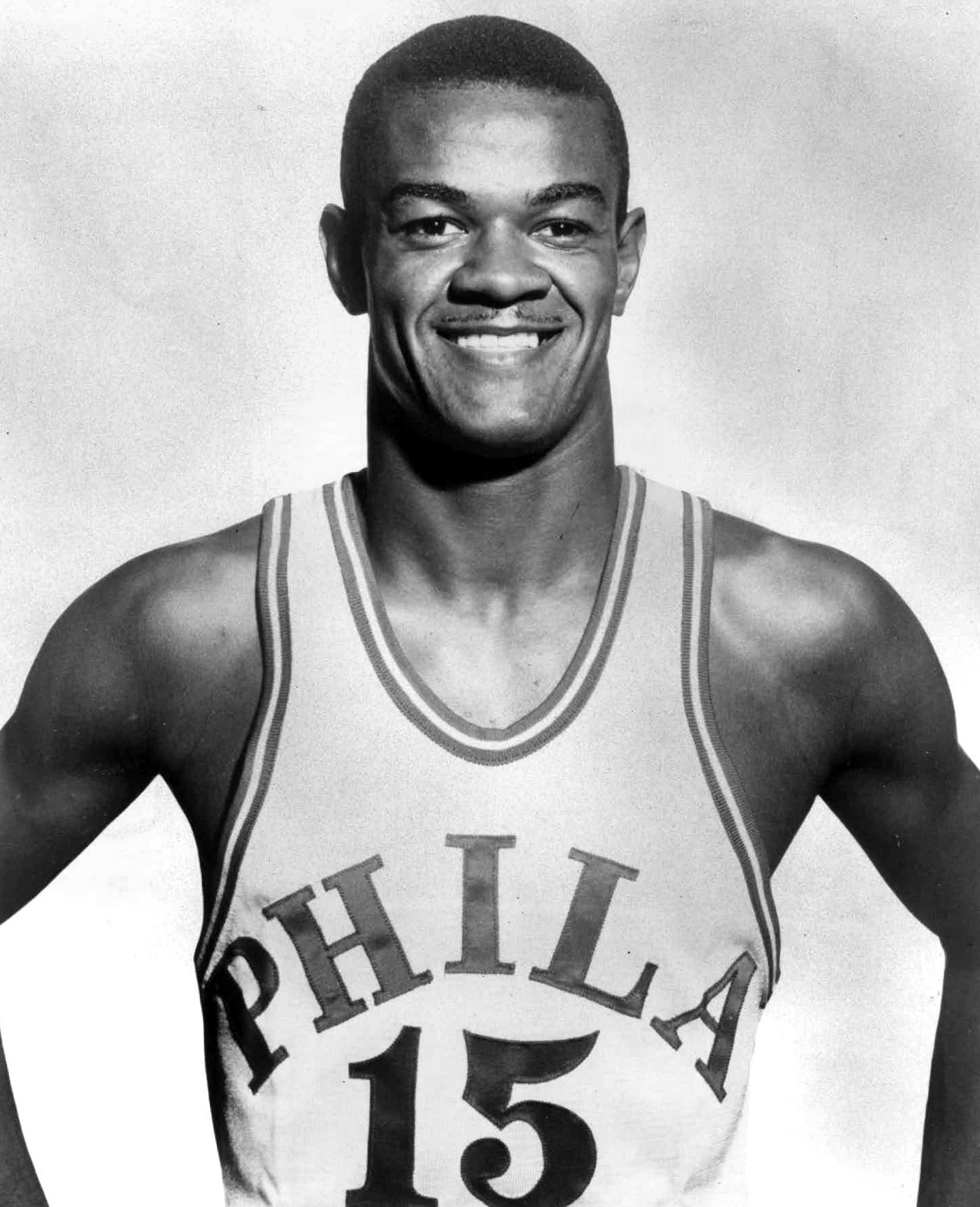
Хэл Грир

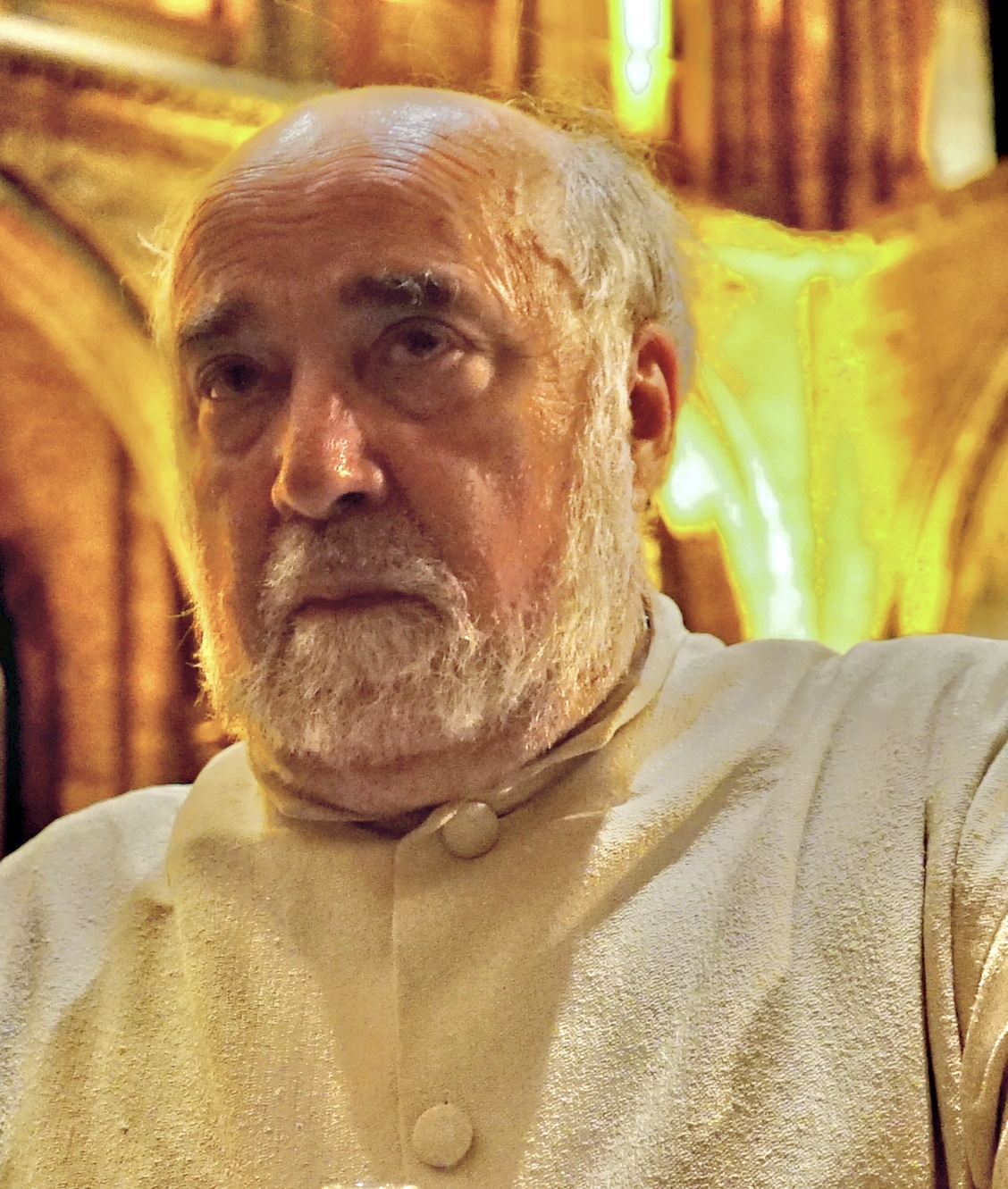
Жан-Клод Мальгуар

- Бьяджини, Изабелла (74) — итальянская актриса[180].
- Грир, Хэл (81) — американский профессиональный баскетболист[181].
- Дулбергс, Имантс (82) — советский и латвийский, шахматный композитор, мастер спорта СССР по шахматной композиции (1975)[182].
- Кумар, Рам (93) — индийский художник и писатель[183].
- Мальгуар, Жан-Клод (77) — французский гобоист, дирижёр, музыковед, педагог[184].
- Мишле, Джон (73) — норвежский писатель[185].
- Нахман.Джеральд (80) — американский журналист и писатель[186].
- Невраев, Андрей Рэмович (68) — российский актёр[187].
- Саймон, Кирк (63) — американский кинорежиссёр, лауреат премии «Оскар» за лучший короткометражный документальный фильм (2011)[188][189].
- Хэмилл, Сэм (74) — американский поэт[190].
- Чарльз, Дэдра (49) — американская баскетболистка, бронзовый призёр летних Олимпийских игр в Барселоне (1992)[191].
- Шанд, Нил (84) — американский сценарист[192].
- Шкампа, Милан (89) — чешский альтист и педагог[193].

## 13 апреля

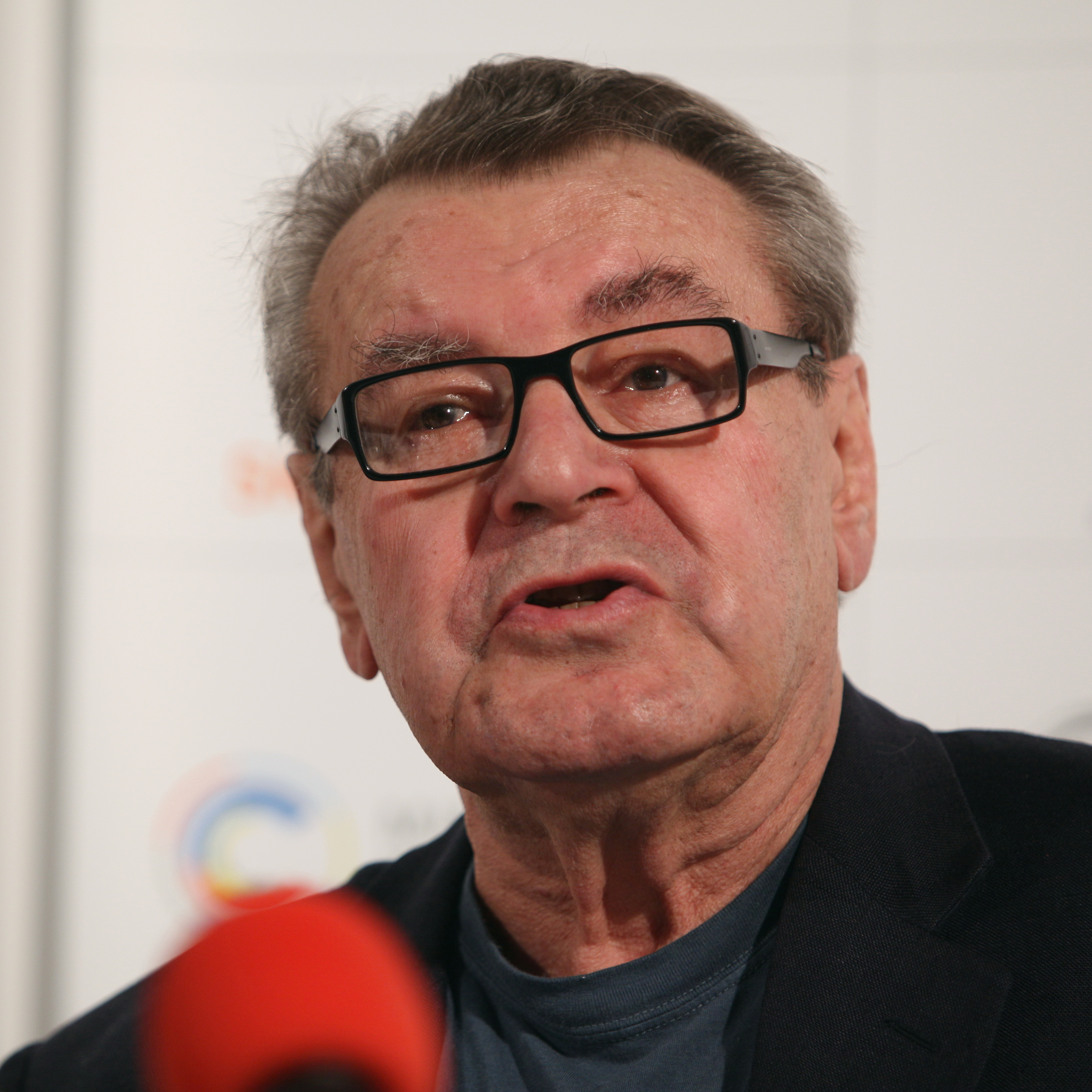
Милош Форман

- Буярский, Збигнев (84) — польский композитор[194].
- Вайль, Гус (85) — американский писатель[195].
- Данилов, Геннадий Егорович (81) — советский и российский географ, исследователь Арктики[196].
- Клименко, Станислав Владимирович (76) — советский и российский физик, генеральный директор Института физико-технической информатики, профессор кафедры физико-технической информатики МФТИ[197].
- Лавиль, Джой (94) — мексиканская и британская художница, жена Хорхе Ибаргенгойтиа[198].
- Линижер-Гума, Макс (87/88) — швейцарский политолог-африканист[199].
- Пешкова, Галина Александровна (87) — советский и российский ботаник[200].
- Светлицкий, Валерий Григорьевич (79) — советский и российский художник[201].
- Сервеллати, Сесарино (88) — итальянский футболист и тренер («Болонья»)[202].
- Форман, Милош (86) — чешский и американский кинорежиссёр и сценарист[203].

## 12 апреля

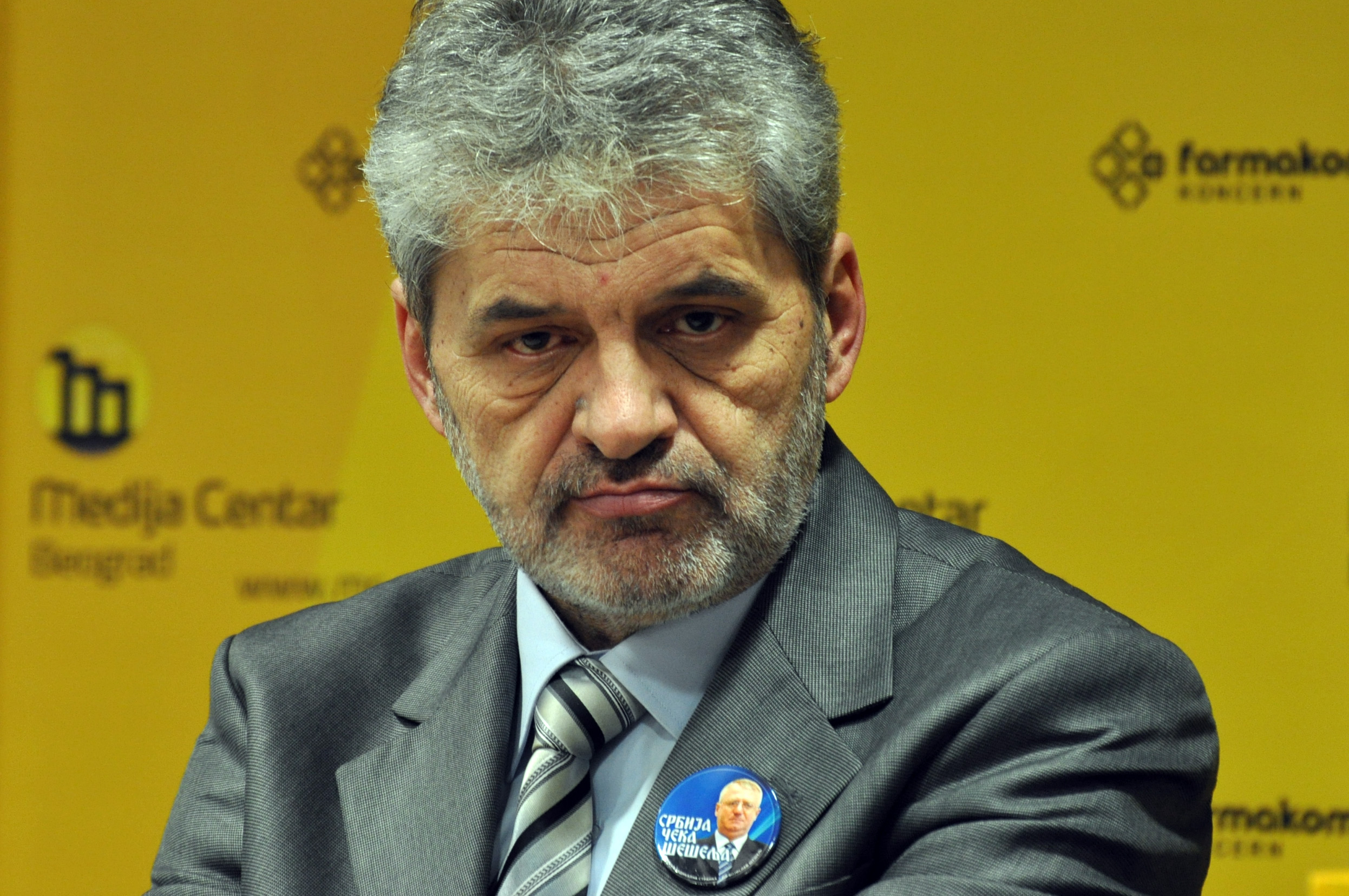
Зоран Красич

- Бабош, Дьюла (68) — венгерский гитарист[204].
- Бекетт, Алекс (35) — британский актёр[205].
- Гейдж, Ирвин (78) — американский пианист[206].
- Гомес Сентурион, Карлос Энрике (93) — аргентинский геолог и государственный деятель, губернатор провинции Сан-Хуан (1987—1991)[207].
- Девлин, Стюарт (86) — австралийский дизайнер золотых и серебряных монет[208].
- Кабра, Бридж Бхушан (81) — индийский гитарист[209].
- Коулман, Дебора (61) — американская певица и музыкант[210].
- Красич, Зоран (62) — сербский государственный деятель, министр труда (1998—2000)[211].
- Ллойд, Алан (91) — британский писатель[212].
- Носенко, Юрий Юрьевич (80) — советский и российский дипломат, Чрезвычайный и Полномочный Посол России в Республике Боливии (1995—1998)[213].
- Ньюджент, Нил (91) — британский хоккеист на траве, бронзовый призёр летних Олимпийских игр в Хельсинки (1952)[214].
- Питоль Деменеги, Серхио (85) — мексиканский писатель, переводчик[215].
- Поляков, Валерий Иванович (61) — советский и российский государственный деятель, глава города Брянска (2001—2006)[216].
- Сальников, Анатолий Александрович (69) — советский и украинский архитектор[217].
- Ху Чэнчжи (100) — китайский палеонтолог и палеоантрополог[218].
- Чесни, Рональд (98) — британский сценарист[219][220].

## 11 апреля

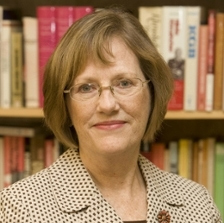
Карен Давиша

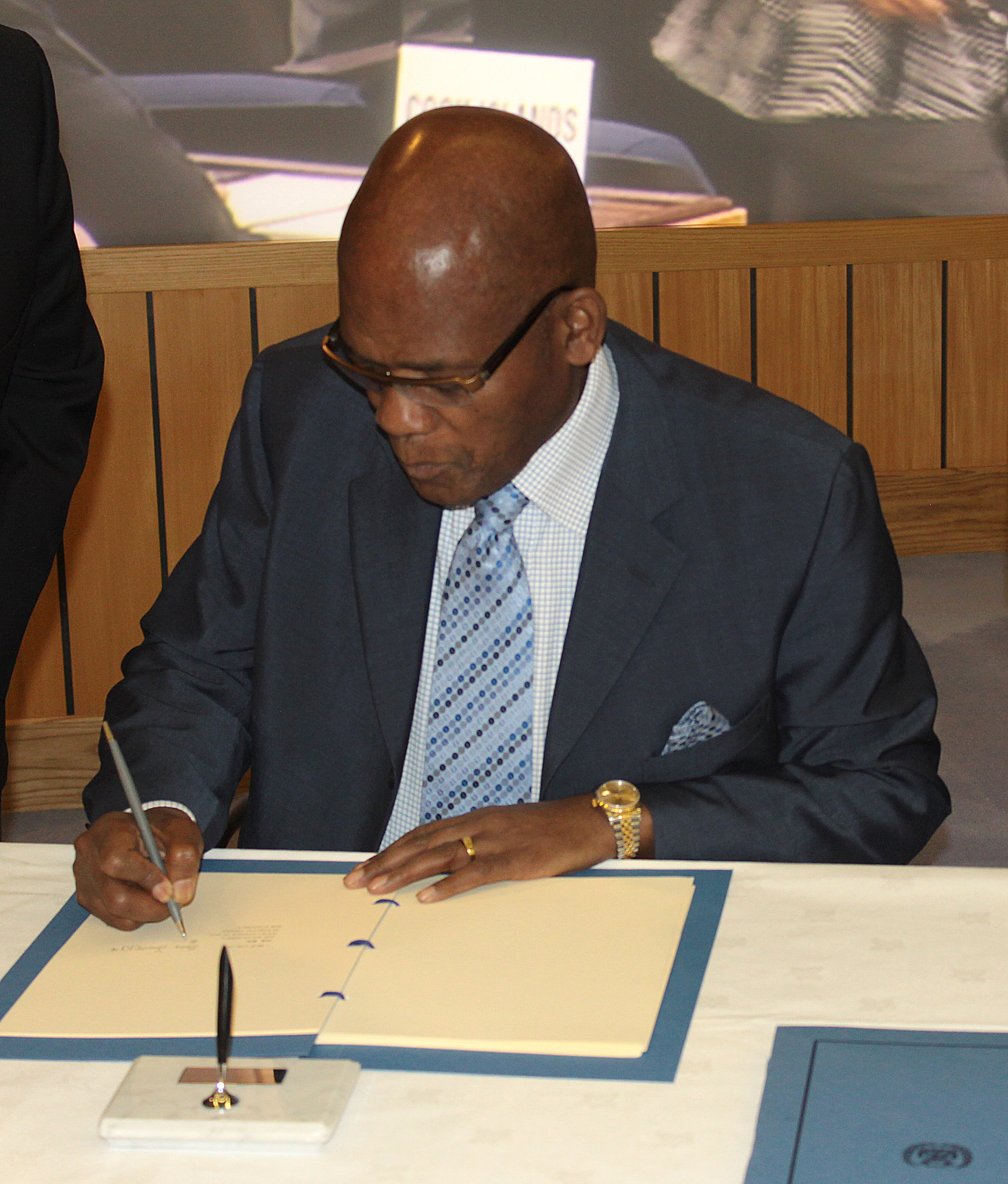
Зола Сквейя

- Бахтияров, Иван Михайлович (91) — советский и российский тренер по лёгкой атлетике, заслуженный тренер РСФСР[221].
- Беда, Василий Георгиевич (61) — советский и российский художник[222].
- Давиша, Карен (68) — американский политолог и писательница, профессор политологии[223].
- Колчин, Фёдор Павлович (61) — советский и эстонский лыжник, трёхкратный чемпион СССР, сын Алевтины и Павла Колчиных[224].
- Куриленко, Георгий Николаевич (92) — советский, российский и украинский художник[225].
- Ли Тянь (79) — китайский физик и авиаконструктор[226].
- Лосада Стэнбери, Хорхе (87) — перуанский политик, спикер Сената (1988)[227].
- Макманус, Патрик (84) — американский писатель[228].
- Матли, Тимми (36) — лидер британской группы The Overtones[229].
- Мэтьюз, Роберт (56) — британский спортсмен, восьмикратный чемпион Паралимпийских игр (1984, 1988, 1992, 2000)[230].
- Папапетру, Поликсени (57) — австралийский фотограф[231].
- Сквейя, Зола (75) — южноафриканский государственный деятель, министр государственной службы и администрации (1994—1999), министр социального развития (1999—2009)[232].
- Эйрс, Джиллиан (88) — британская художница абстрактного направления[233].

## 10 апреля

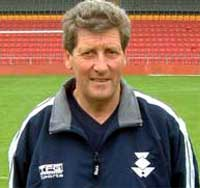
Джон Ламби

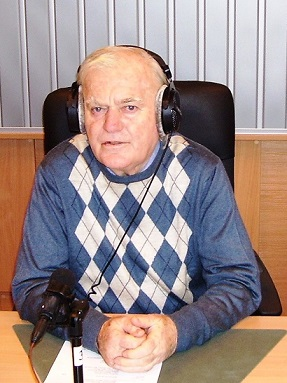
Тончо Русев

- Данарто (77) — индонезийский писатель, ДТП[234]
- Дзядек, Рышард (68) — польский футболист[235].
- Кармазин, Уильям (95) — словацкий композитор и дирижёр[236].
- Ламби, Джон (77) — шотландский футболист («Сент-Джонстон») и тренер[237].
- Макклатчи, Джозеф (72) — американский поэт, президент Американской академии искусств и литературы (с 2009)[238].
- Марцолло, Джин (75) — американская детская писательница[239].
- Приоволос, Василис (100) — греческий коммунист, командир подразделений Народно-освободительной армии Греции (ЭЛАС) и , Демократической армии Греции (ДСЭ). Деятель Коммунистической партии Греции (КПГ)[240].
- Регурецкий, Виктор Иванович (80) — советский и российский театральный режиссёр, главный режиссёр Кировского театра драмы[241].
- Русев, Тончо (85) — болгарский композитор и музыкант[242].
- Стародубцев, Николай Ефимович (89) — бригадир портовых рабочих Петропавловск-Камчатского морского торгового порта Министерства морского флота СССР (Камчатская область), Герой Социалистического Труда (1971)[243].
- Стейплз, Ивонн (80) — американская певица (The Staple Singers)[244].
- Тома, Сауро (92) — итальянский футболист, двукратный чемпион Италии (1947/48, 1948/49)[245].

## 9 апреля

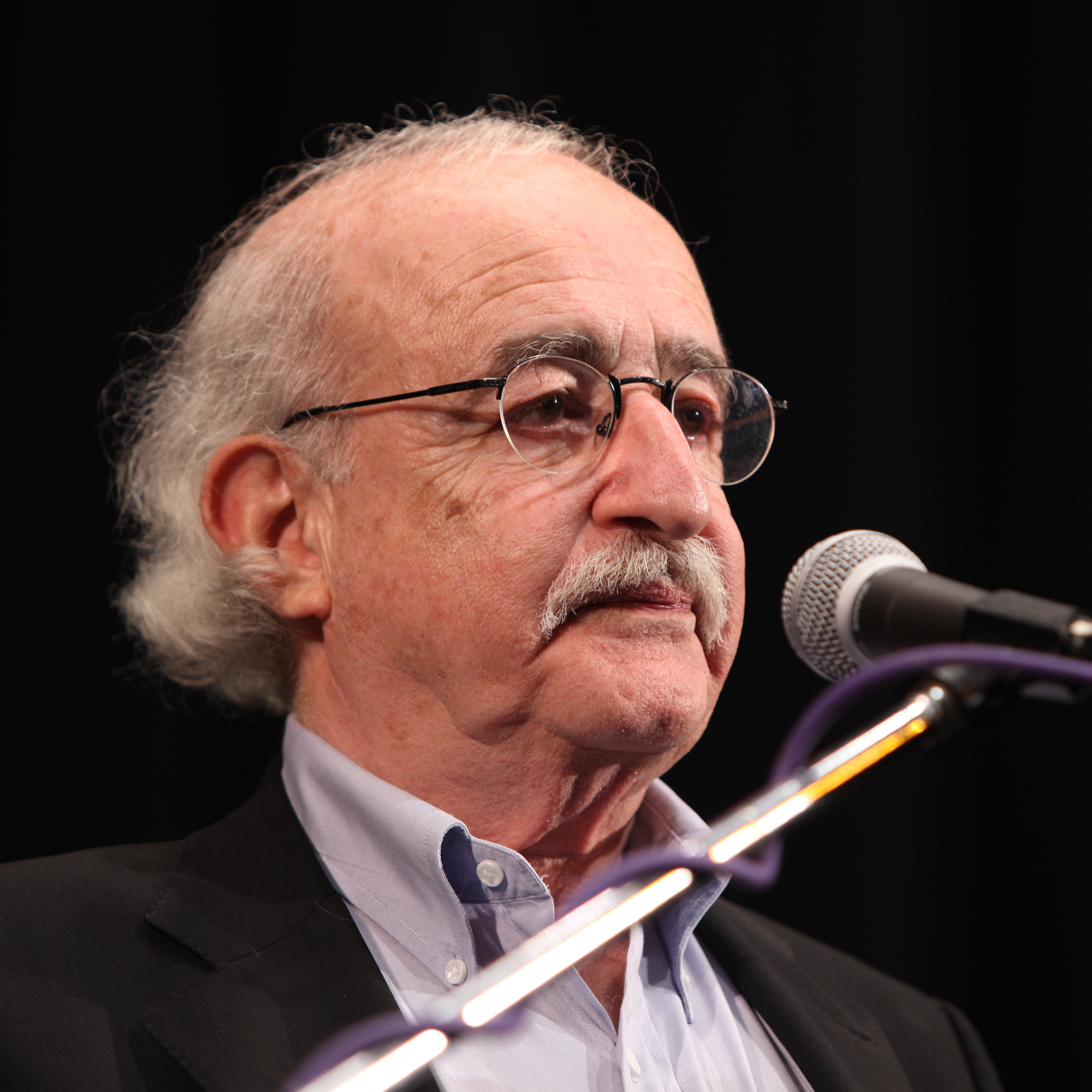
Юрай Герц

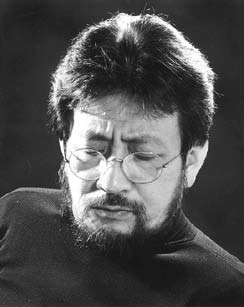
Феликс Чен

- Вотяков, Леонид Иванович (86) — советский и российский передовик металлургического производства, Герой Социалистического Труда (1971) (о смерти сообщено в этот день)[246].
- Герц, Юрай (83) — чешский кинорежиссёр, актёр, сценарист и сценический дизайнер[247].
- Жигжидийн Мунхбат (76) — монгольский борец, серебряный призёр летних Олимпийских игр в Мехико (1968)[248].
- Зольникова, Наталья Дмитриевна (69) — советский и российский историк, археограф, источниковед, доктор исторических наук (1991)[249].
- Ивин, Александр Архипович (79) — доктор философских наук, профессор, главный научный сотрудник Института философии РАН[250].
- Кюнеман, Ямпи (94) — нидерландский футболист[251].
- Трошин, Анатолий Михайлович (77) — российский журналист, главный редактор журнала «Гражданская авиация» (1975—2015)[252].
- Филип, Айра (92) — бермудский писатель[253].
- Хесс, Джонатан (52) — американский филолог и историк[254].
- Чен, Феликс (75) — тайваньский дирижёр[255].
- Шляпников, Герман Евлампиевич (88) — советский, российский дипломат Чрезвычайный и полномочный посол СССР в Эквадоре (1975—1980) и Никарагуа (1980—1986)[256].
- Якимец, Кирилл Игоревич (53) — российский писатель-фантаст, деятель контркультуры[257].

## 8 апреля

Вячеслав Колейчук

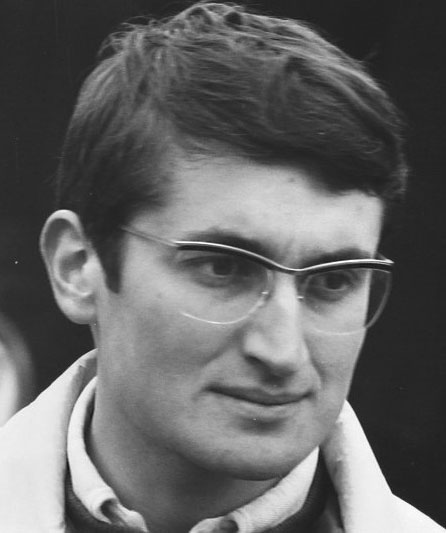
Джон Майлз

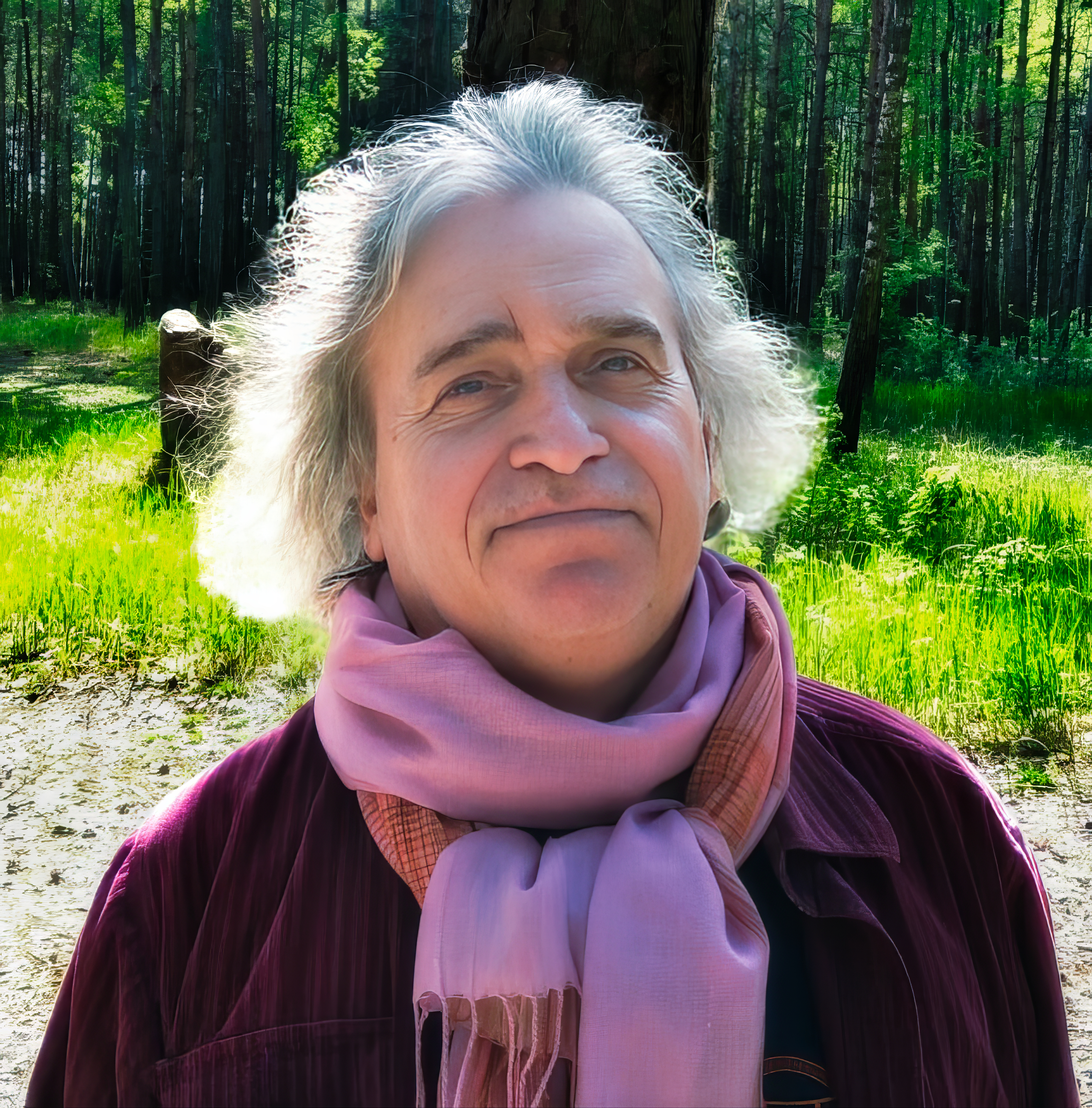
Михаил Шух

- Абашидзе, Лейла Михайловна (88) — советская и грузинская киноактриса и певица, народная артистка Грузинской ССР (1965)[258].
- Барруш, Антониу (68) — португальский футболист, четырёхкратный чемпион Португалии (1970/71, 1974/75, 1975/76, 1976/77)[259].
- Волчкова, Анжелика Геннадьевна (47) — российская актриса театра и кино, выступавшая на сцене театра «Школа современной пьесы», заслуженная артистка России (2004)[260].
- Дэвис, Натан (81) — американский джазовый музыкант[261].
- Егоров, Николай Матвеевич (94) — советский и российский поэт, писатель, член Союза писателей СССР с 1962 года, член Союза писателей России (1991), почётный гражданин города Грозного (2013)[262].
- Колейчук, Вячеслав Фомич (76) — советский и российский художник, скульптор[263].
- Кынев, Николай (91) — болгарский театральный режиссёр[264].
- Лёгкий, Олег Иванович (60) — российский военнослужащий, военный комиссар Калужской области (2004—2018), генерал-майор; погиб в ДТП[265].
- Лерон, Андре (87) — французский футболист, игравший на позиции защитника, бронзовый призёр чемпионата мира в Швеции (1958)[266].
- Лученко, Юрий Васильевич (77) — советский и российский актёр театра и кино, народный артист Российской Федерации (2008)[267].
- Майлз, Джон (74) — английский автогонщик, пилот Формулы-1[268].
- Макканн, Чак (83) — американский комик и актёр[269].
- Плэйфейр, Гай Лион (83) — британский писатель[270].
- Сааведра Сан-Мартин, Оскар (77) — боливийский физик[271].
- Хара Идрово, Эфраин (92) — эквадорский писатель, лауреат национальной премии (1999)[272].
- Чеминант, Питер (97) — британский военный и государственный деятель, лейтенант-губернатор Гернси (1980—1985)[273].
- Шух, Михаил Аркадьевич (65) — советский и украинский композитор, педагог[274].

## 7 апреля

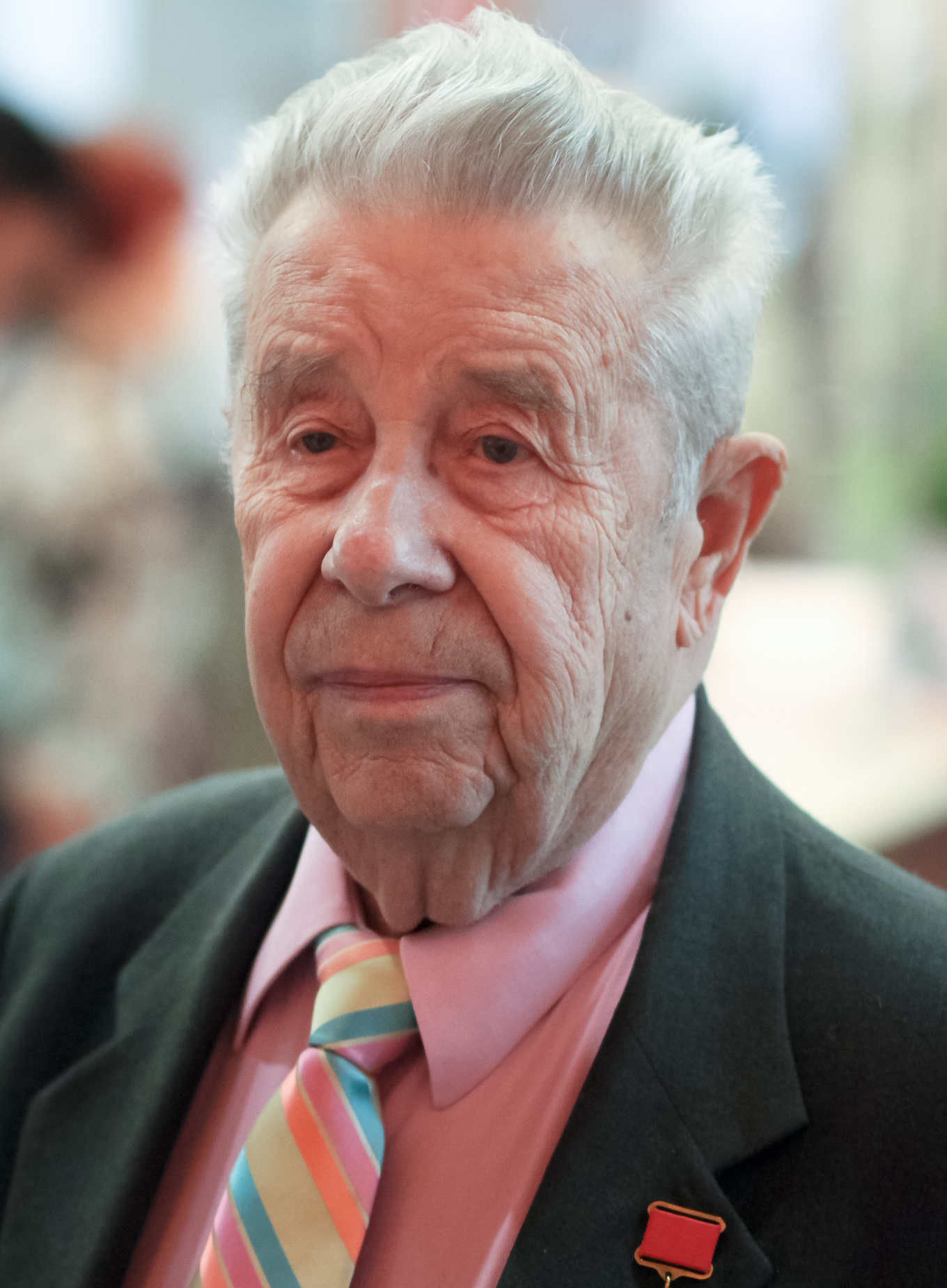
Пётр Брайко

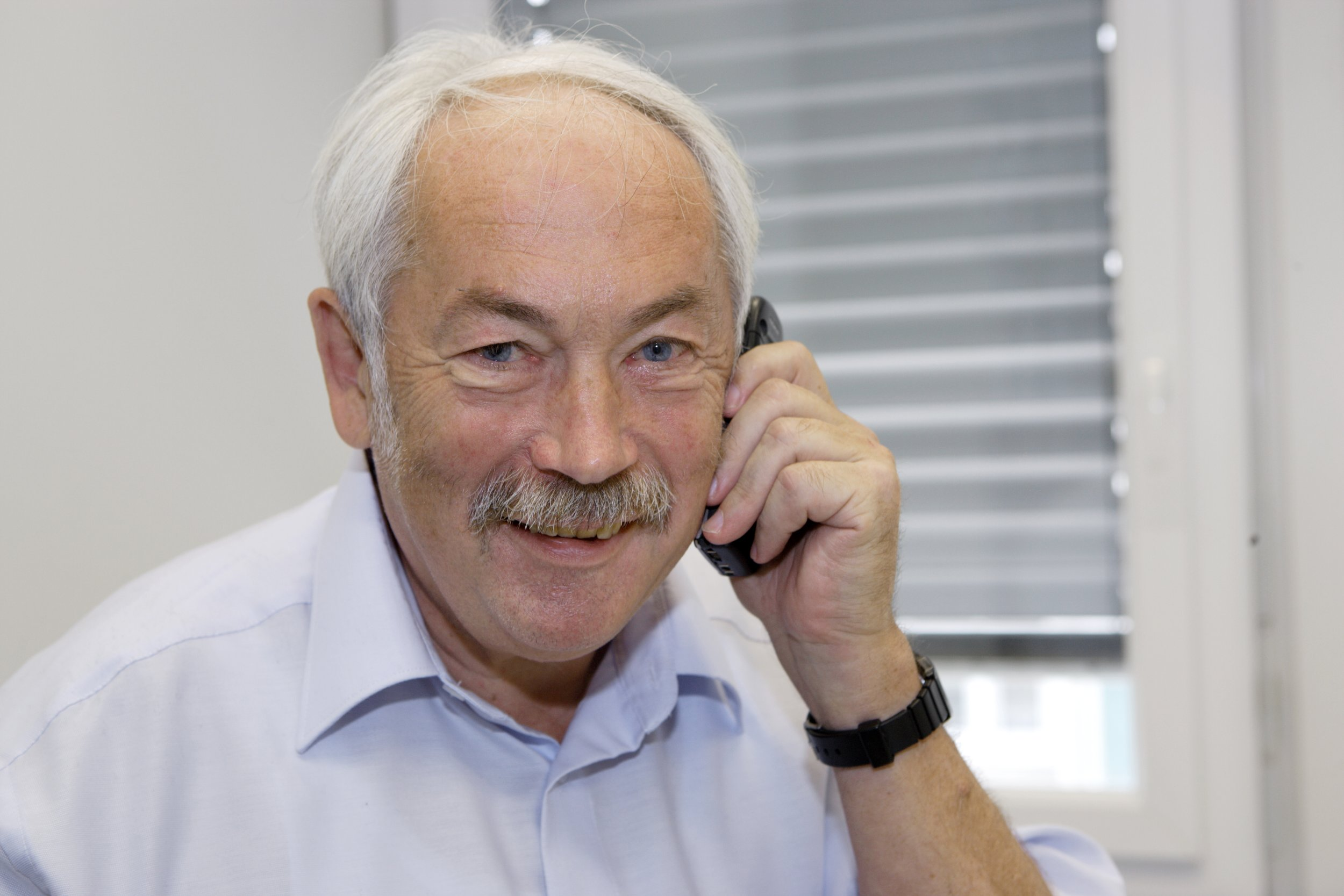
Петер Грюнберг

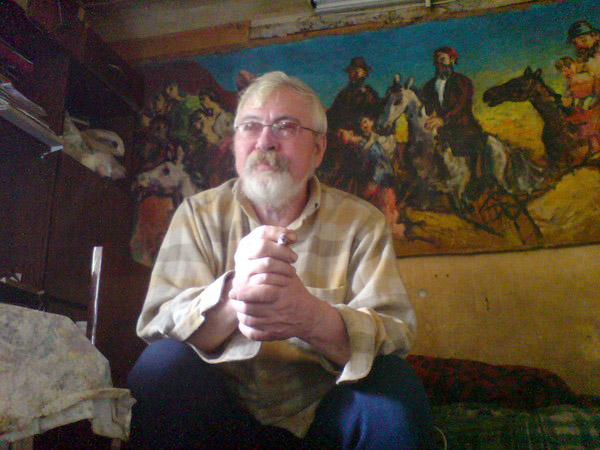
Владимир Яшке

- Аренхольц, Бригитта (65) — восточногерманская гребчиха, чемпионка Олимпийских игр в Монреале (1976) и мира (1974) в соревнованиях восьмерок (тело найдено в этот день)[275].
- Баруа, Мунин (71) — индийский кинорежиссёр[276].
- Брайко, Пётр Евсеевич (98) — участник Великой Отечественной войны, Герой Советского Союза (1944)[277].
- Грюнберг, Петер (78) — немецкий физик, лауреат Нобелевской премии по физике (2007)[278].
- Кибирев, Вадим Михайлович (89) — советский и российский архитектор, главный архитектор Архангельской области, заслуженный архитектор Российской Федерации (1999)[279].
- Лазаренко, Алевтина Фёдоровна (70) — советская и российская шашистка, шестикратная чемпионка СССР по русским шашкам, неоднократный обладатель Кубка СССР в командном зачёте[280].
- Смилянич, Божидар (81) — югославский и хорватский актёр, писатель и театральный режиссёр[281].
- Хонзик, Герд (76) — австрийский неонацист, журналист, писатель, поэт и отрицатель Холокоста[282].
- Эйрс, Джералд (82) — американский сценарист и продюсер[283][284].
- Яшке, Владимир Евгеньевич (70) — советский и российский художник (живописец и график) и поэт[285].

## 6 апреля

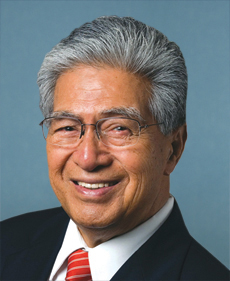
Дэниел Агака

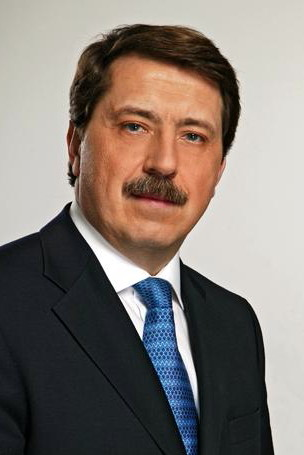
Павол Пашка

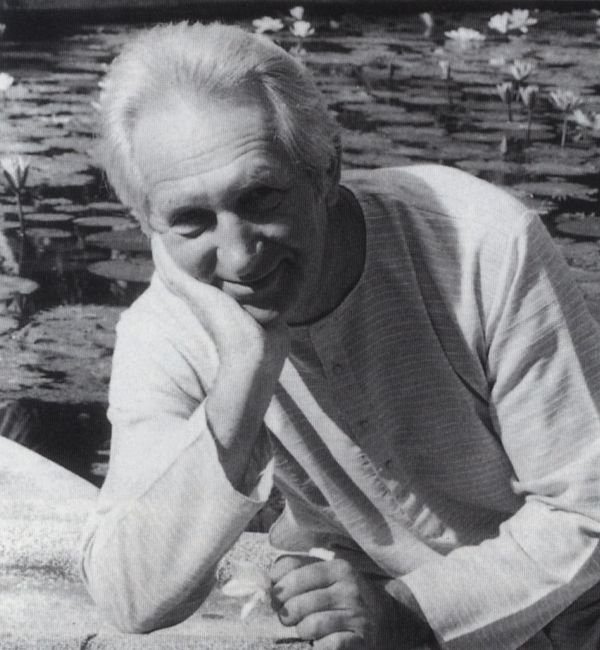
Генрик Сколимовский

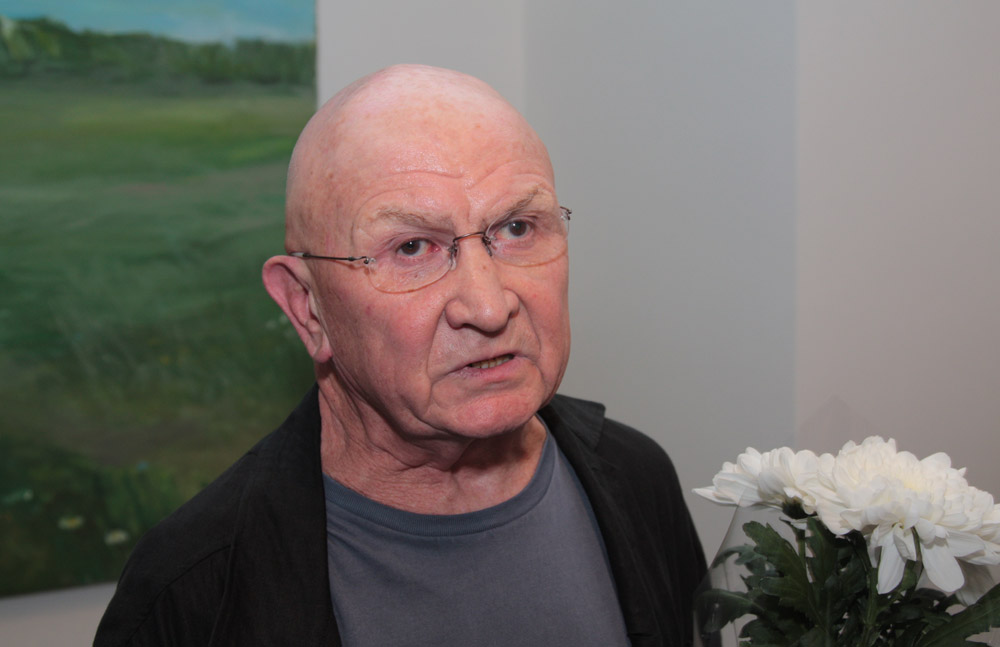
Леонид Соков

- Акака, Дэниел (93) — американский государственный деятель, сенатор США от штата Гавайи (1990—2013), участник Второй мировой войны[286].
- Ван Стин, Эдла (81) — бразильская писательница[287].
- Гарлок, Дороти (98) — американская писательница[288].
- Ижлен, Жак (77) — французский певец[289].
- Курлович, Александр Николаевич (56) — советский и белорусский тяжелоатлет, судья, двенадцатикратный рекордсмен мира, двукратный олимпийский чемпион — в Сеуле (1988) и Барселоне (1992), заслуженный мастер спорта СССР (1987)[290].
- Мак-Кейл, Дональд (87) — американский танцор и хореограф[291].
- Пашка, Павол (65) — словацкий государственный и политический деятель, председатель Национального совета Словакии (2006—2010, 2012—2014)[292].
- Перейра Магро, Акацио (85) — португальский государственный деятель, министр социальных дел (1978—1979), министр торговли и туризма (1979—1980)[293].
- Бахарудин Сиди (71) — малайзийский писатель[294].
- Сколимовский, Генрик (88) — польский философ[295].
- Соков, Леонид Петрович (77) — советский и американский художник, один из наиболее известных представителей направления соц-арт[296].
- Соловьева, Майя Степановна (93) — актриса Камчатского областного театра (1954—2000), заслуженная артистка РСФСР (1958)[297].
- Чаварриа, Даниэль (84) — уругвайский и кубинский революционер и писатель[298].

## 5 апреля

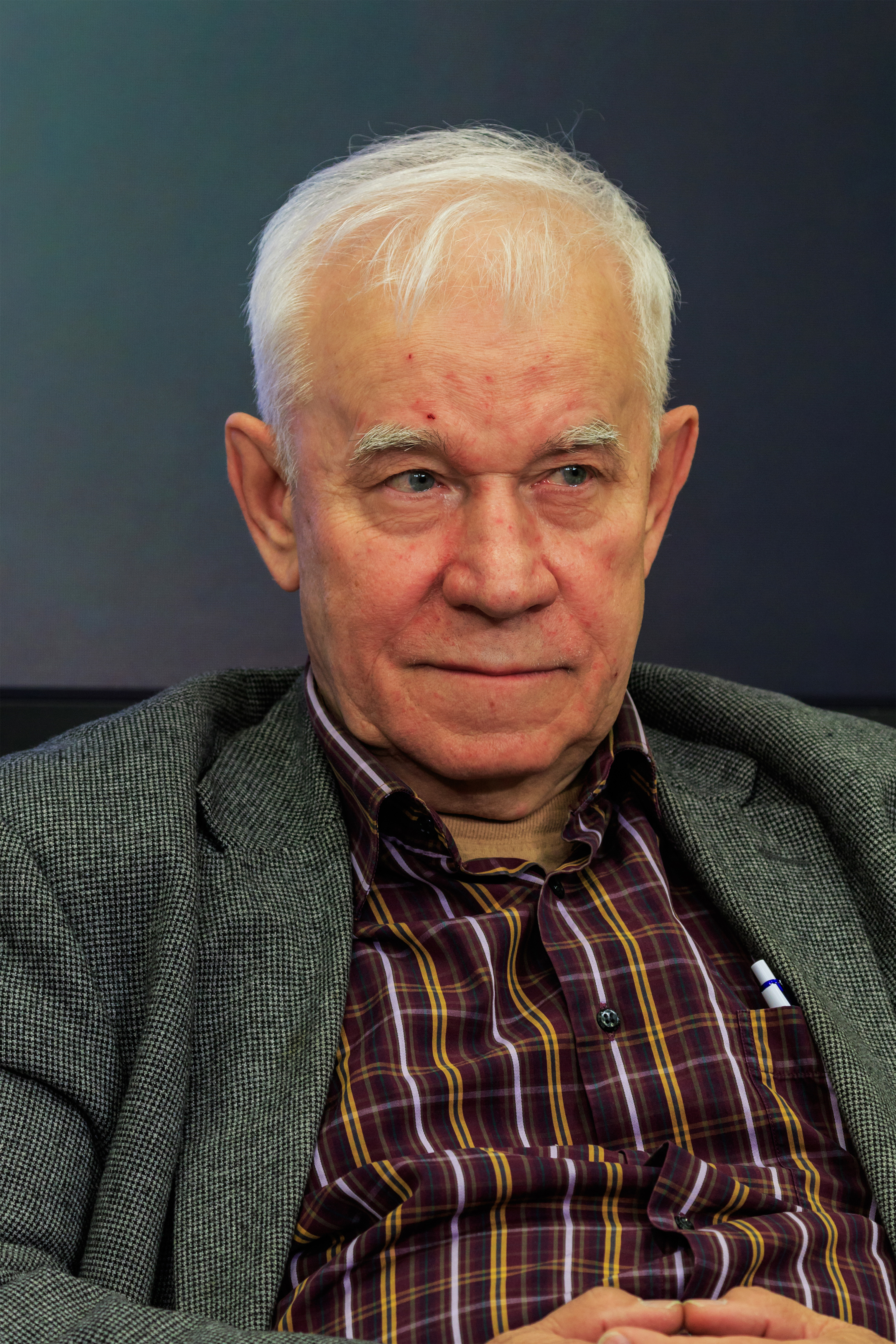
Юрий Абрамочкин

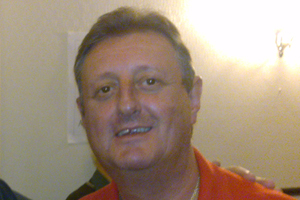
Эрик Бристоу

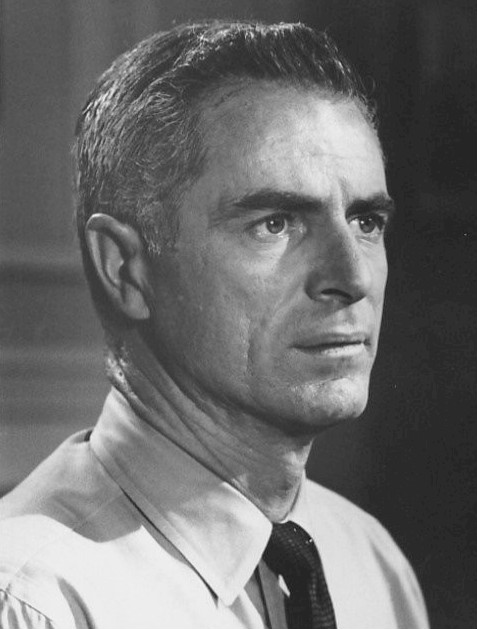
Тим О’ Коннор

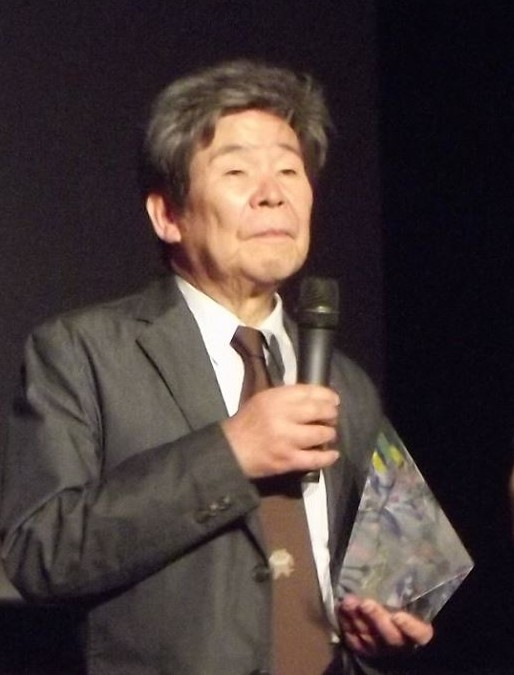
Исао Такахата

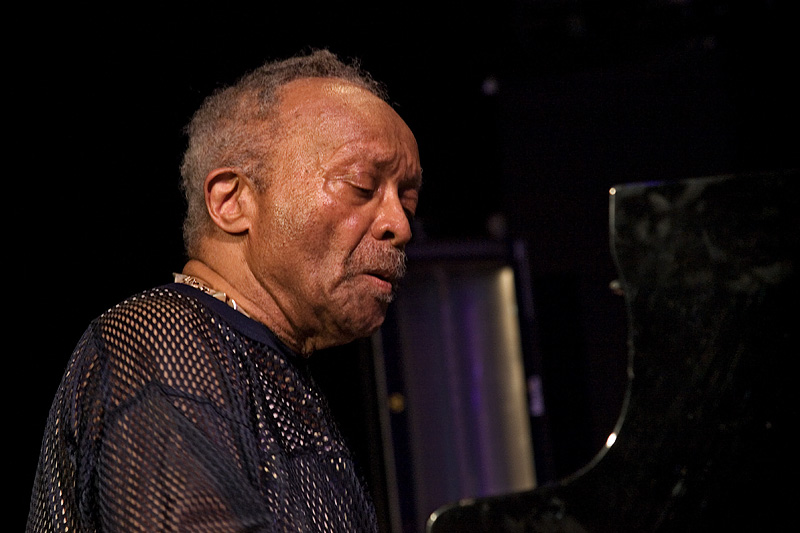
Сесил Тэйлор

- Абрамочкин, Юрий Васильевич (81) — советский и российский фотограф и фотожурналист[299].
- Белле, Моррис (94) — французский философ[300].
- Бристоу, Эрик (60) — британский профессиональный игрок в дартс, пятикратный чемпион мира (1980, 1981, 1984, 1985 и 1986)[301].
- Брянчанинов, Георгий (98) — русский грекокатолический священник, архимандрит, участник Русского апостолата[302].
- Васильева, Нина Васильевна (80) — мастер художественной отделки стекла завода «Красный май» (Тверская область), Герой Социалистического Труда (1981)[303].
- Вергаувен, Раймонда (90) — бельгийская пловчиха, чемпион Европы (1950)[304].
- Ихин, Каюм Гимазетдинович (87) — советский передовик производства, бригадир вышкомонтажного цеха Нефтекамского управления буровых работ производственного объединения «Башнефть», Герой Социалистического Труда (1966)[305].
- Коллам, Аджит (55) — индийский актёр[306].
- Димас Арика Михарджа (58) — индонезийский поэт и педагог, эссеист[307].
- О’Коннор, Тим (90) — американский актёр[308].
- Покраяц, Бранислав (71) — югославский гандболист, чемпион летних Олимпийских игр в Мюнхене (1972)[309].
- Такахата, Исао (82) — японский режиссёр анимации, сценарист и продюсер[310].
- Токмакова, Ирина Петровна (89) — советская и российская детская писательница, переводчица детских стихов, жена художника-иллюстратора Льва Токмакова[311].
- Торне Леон, Хайме (74) — перуанский государственный деятель, министр обороны (2010—2011)[312].
- Тэйлор, Сесил (89) — американский джазовый композитор и пианист, поэт[313].
- Финкель, Фёдор Вульфович (79) — советский и литовский футбольный тренер[314].
- Фрайзе, Дитер (73) — западногерманский хоккеист на траве, чемпион летних Олимпийских игр в Мюнхене (1972)[315].
- Чок, Синтия (104) — канадский фотограф[316].
- Чулков, Геннадий Фролович (80) — советский и российский актёр, режиссёр, лауреат Государственной премии Российской Федерации (1999), народный артист Российской Федерации (2009)[317].

## 4 апреля

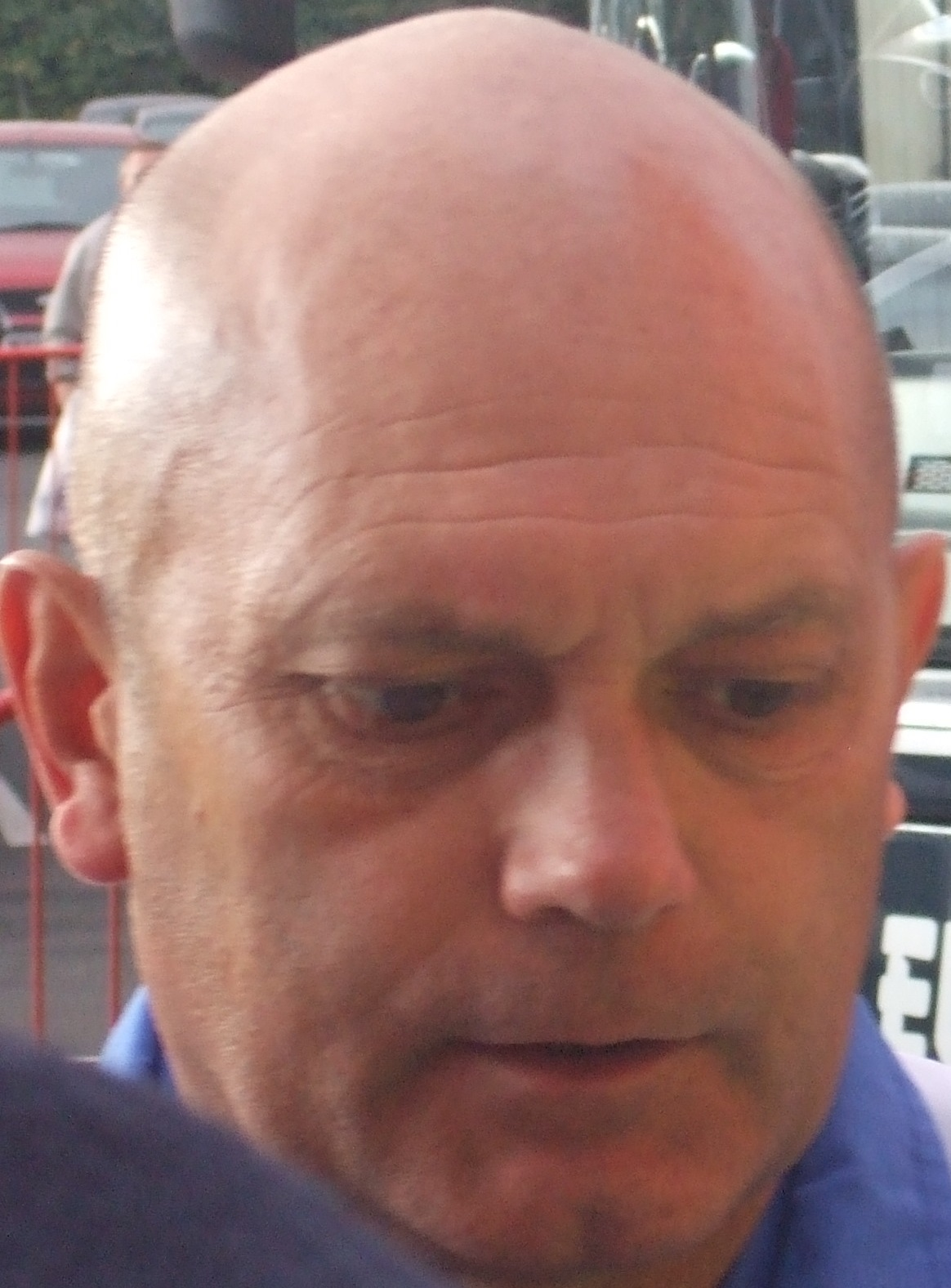
Рэй Уилкинс

- Агаев, Беюккиши Ага оглы (90) — советский и азербайджанский учёный в области медицины, действительный член Национальной академии наук Азербайджана[318].
- Джорджес, Элтон (74) — заместитель губернатора Британских Виргинских Островов (1983—2003, 2007—2008)[319].
- Жанетт, Гертруда (103) — американская актриса[320].
- Игнатий Пётр VIII (87) — сирийский католический священник, патриарх Сирийской католической церкви (2001—2008)[321].
- Линч, Джон (91) — британский историк[322].
- О Сун-тхэк (85) — корейский и американский актёр[323].
- Потташ, Стюарт (86) — американский астроном[324].
- Уайт, Рон (64) — канадский актёр[325][326].
- Уилкинс, Рэй (61) — британский футболист и тренер, полузащитник[327].
- Юрков, Юрий Алексеевич (65) — российский экономист и государственный деятель, председатель Государственного комитета России по статистике (1993—1998)[328].

## 3 апреля

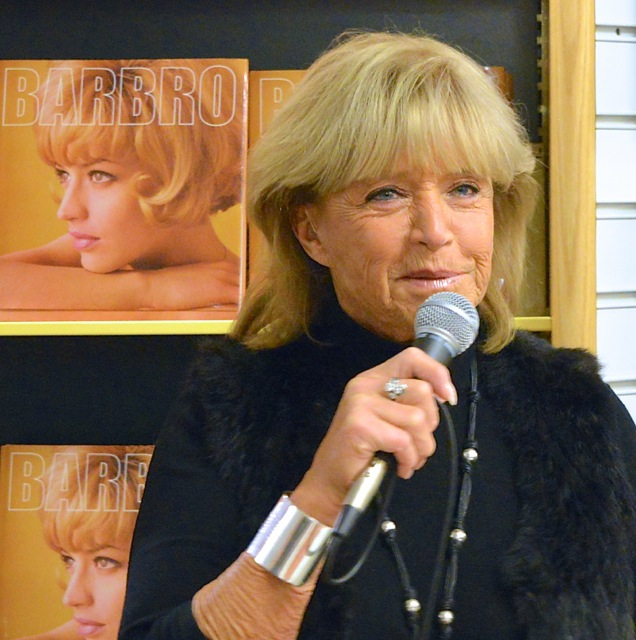
Лилль-Бабс

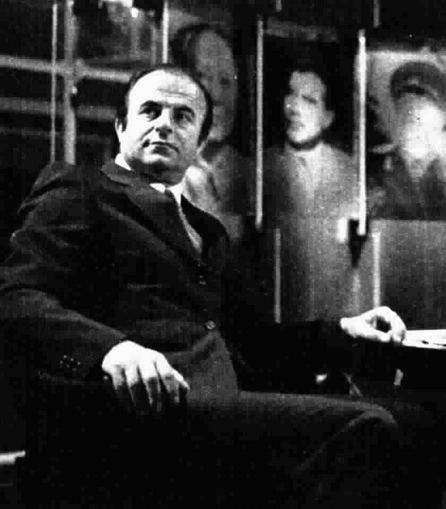
Арриго Петако

- Данбар, Рон (77) — американский автор песен, лауреат «Грэмми» (1971)[329].
- Лаи Чен, Келли (84) — гонконгский актёр[330].
- Лилль-Бабс (80) — шведская певица и актриса[331].
- Марков, Геннадий Евгеньевич (94) — советский и российский этнолог и археолог, специалист по истории немецкой этнографической науки, неолиту Туркменистана, внук Николая Чернецова[332].
- Маркович, Данило (84) — югославский и сербский социолог, политик и дипломат, министр образования Сербии и Югославии, Чрезвычайный и Полномочный Посол Республики Сербии в Российской Федерации (1994—1998)[333].
- Минина, Елена Леонидовна (61) — российский минералог и историк науки[334].
- Няруй, Семён Николаевич (71) — советский и российский ненецкий композитор, заслуженный работник культуры Российской Федерации (1994)[335].
- Петакко, Арриго (88) — итальянский писатель, журналист и историк[336].
- Рапуцци, Ирма (107) — французский государственный деятель, политик и педагог, член Сената Франции от департамента Буш-дю-Рон (1955—1989)[337].
- Тиксье, Жан (93) — французский археолог[338].
- Хэтчер, Мэри (88) — американская актриса[339].
- Штольц, Йохан (88) — бельгийский певец, пианист и композитор[340].
- Эджертон, Дэвид (90) — американский бизнесмен, сооснователь Burger King[341].

## 2 апреля

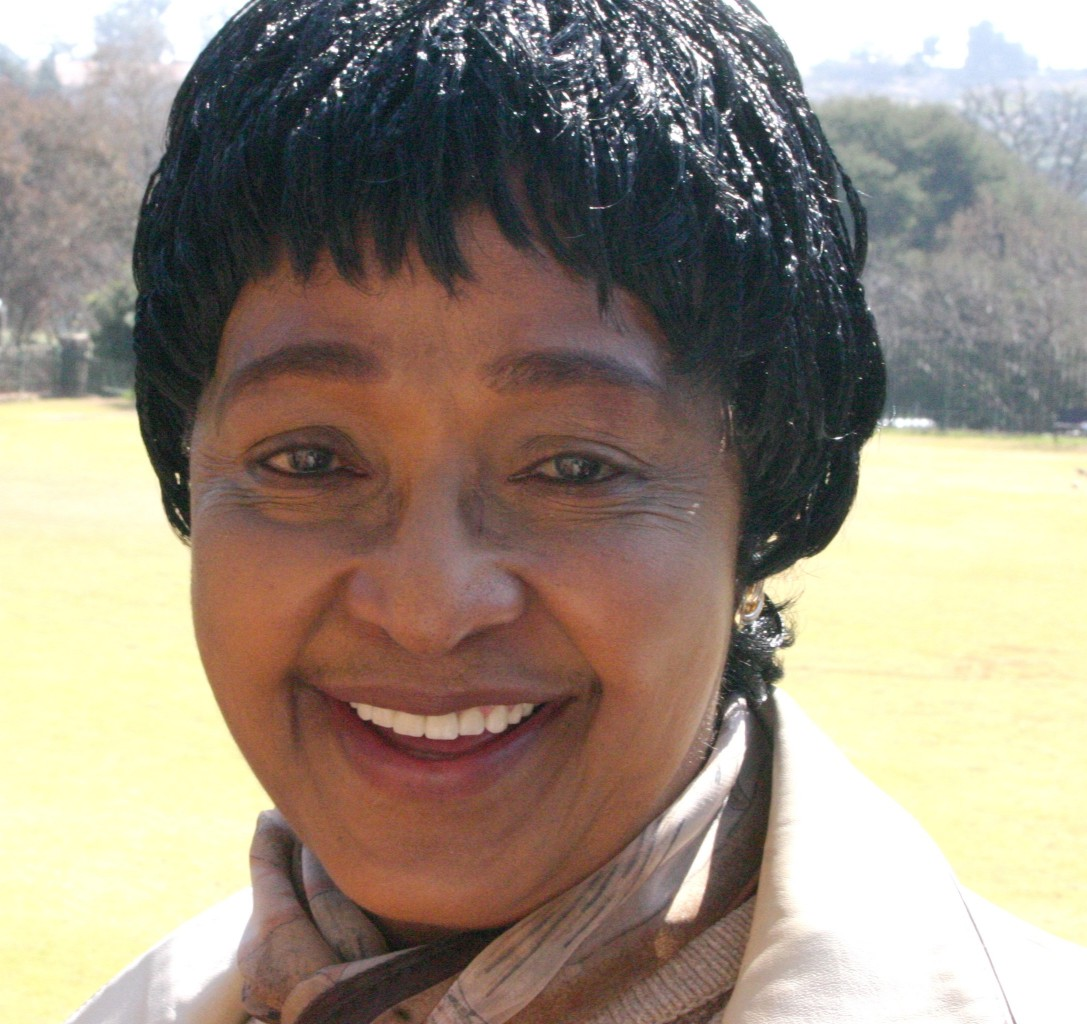
Винни Мандела

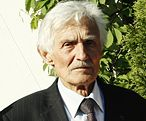
Владимир Пилипович

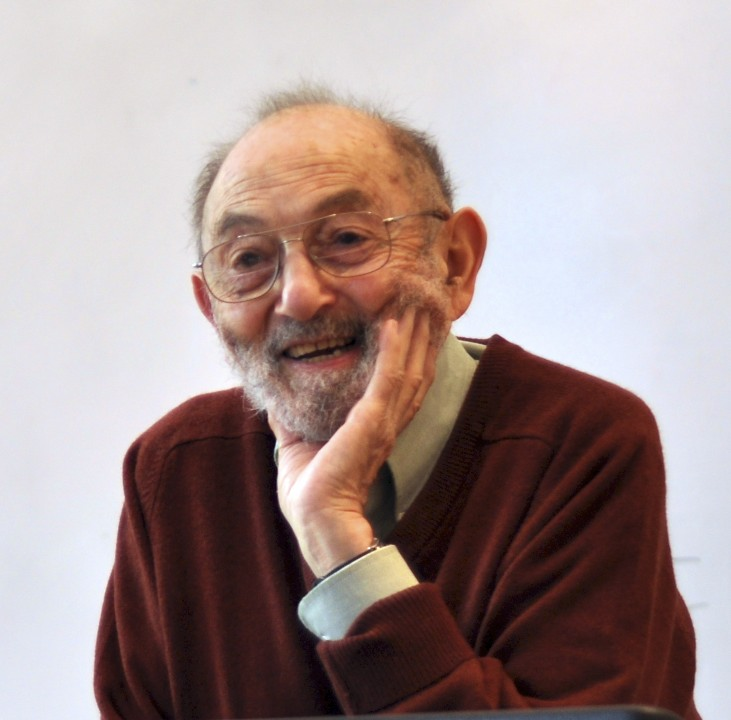
Моррис Халле

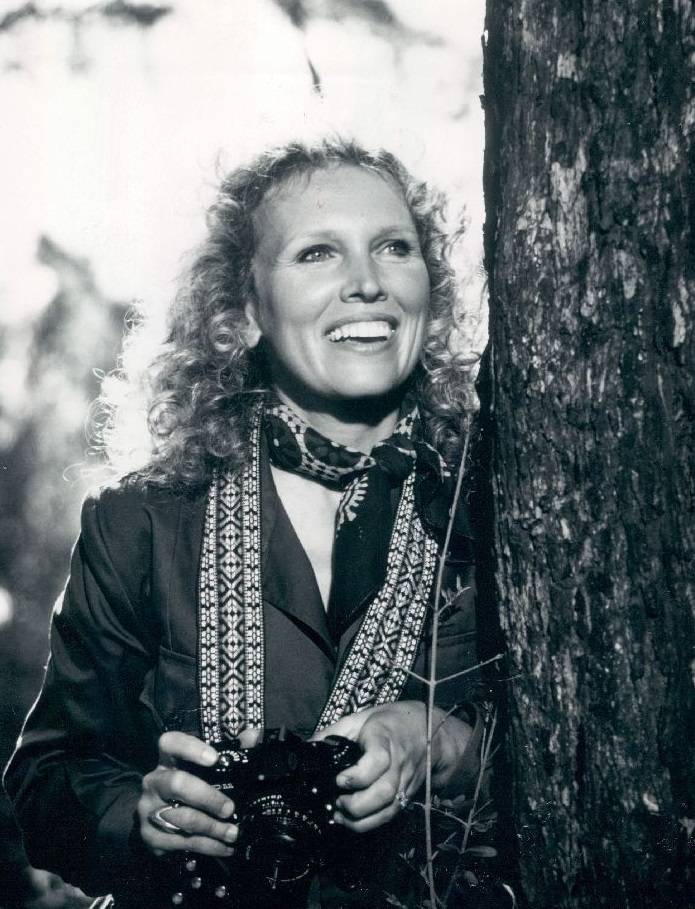
Сьюзан Энслач

- Абт-Нейферт, Нина Фердинандовна (73) — советская и российская оперная певица (сопрано), заслуженная артистка РСФСР (1986)[342].
- Вайдя, Бхай (89) — индийский политик, мэр Пуны, лидер Социалистической партии Индии (с 2011)[343].
- Вилипа, Велга (78) — латвийская актриса театра и кино[344].
- Володина, Тамара Тимофеевна (80) — советская и российская актриса Московского театра оперетты, заслуженная артистка РСФСР (1978)[345].
- Гладкая, Лидия Дмитриевна (83) — российский поэт, член Союза журналистов России[346].
- Дунаевская, Татьяна Вениаминовна (85) — советский и российский театральный режиссёр, заслуженный деятель искусств Российской Федерации (2006) [?].
- Литвинов, Станислав Степанович (71) — советский и российский овощевод, академик РАСХН (1999—2013), академик РАН (с 2013), заслуженный агроном РСФСР (1982), лауреат Государственной премии РФ (2003)[347].
- Мандела, Винни (81) — южноафриканский политический деятель, жена Нельсона Манделы (1958—1996)[348].
- Онана, Эли (66) — камерунский футболист, участник чемпионата мира (1982)[349].
- Пилипович, Владимир Антонович (87) — советский и белорусский физик, академик Национальной академии наук Беларуси (1980), доктор физико-математических наук (1972), профессор (1977), заслуженный деятель науки БССР (1978), лауреат Государственных премий СССР и Республики Беларусь[350].
- Сантори, Фуфи (85) — пуэрто-риканский баскетболист и тренер[351].
- Синибальди, Поль (96) — французский футболист («Реймс»), трёхкратный чемпион Франции[352].
- Смит, Бартон (77) — американский компьютерный учёный, сооснователь Tera Computer, лауреат Премии Эккерта — Мокли (1991)[353].
- Тауфик, Ахмед Халед (55) — египетский врач и писатель, пионер жанра медицинского триллера[354].
- Утида, Минору (91) — японский актёр[355].
- Форд, Алтон (36) — американский баскетболист[356].
- Халле, Моррис (94) — американский лингвист, почётный профессор (в отставке) лингвистического отделения Массачусетского технологического университета[357].
- Хес, Клаус (84) — немецкий академический гребец, чемпион Европы (1959)[358].
- Энспач, Сьюзан (75) — американская актриса и певица[359].

## 1 апреля

Стивен Бочко

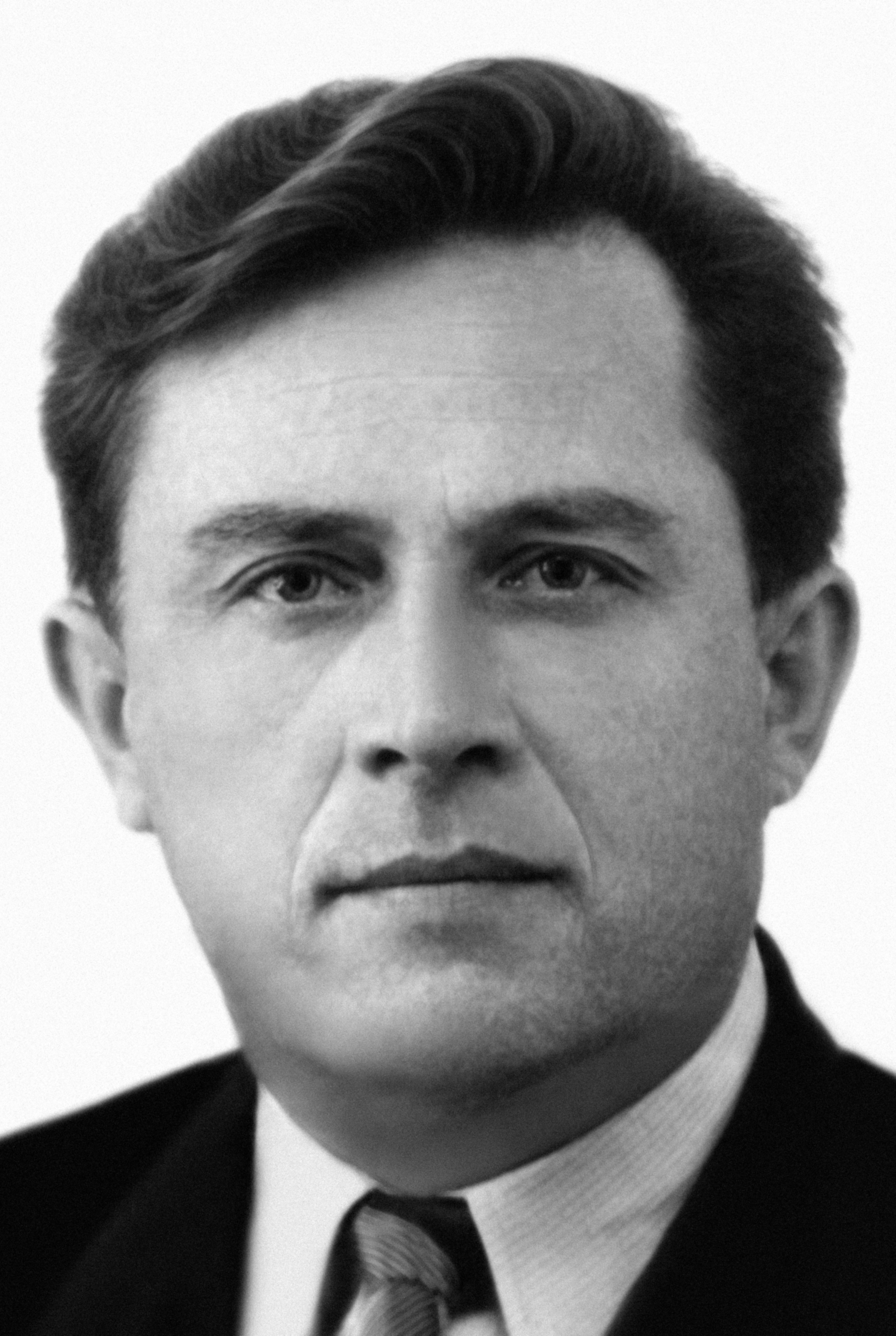
Иван Давыдов

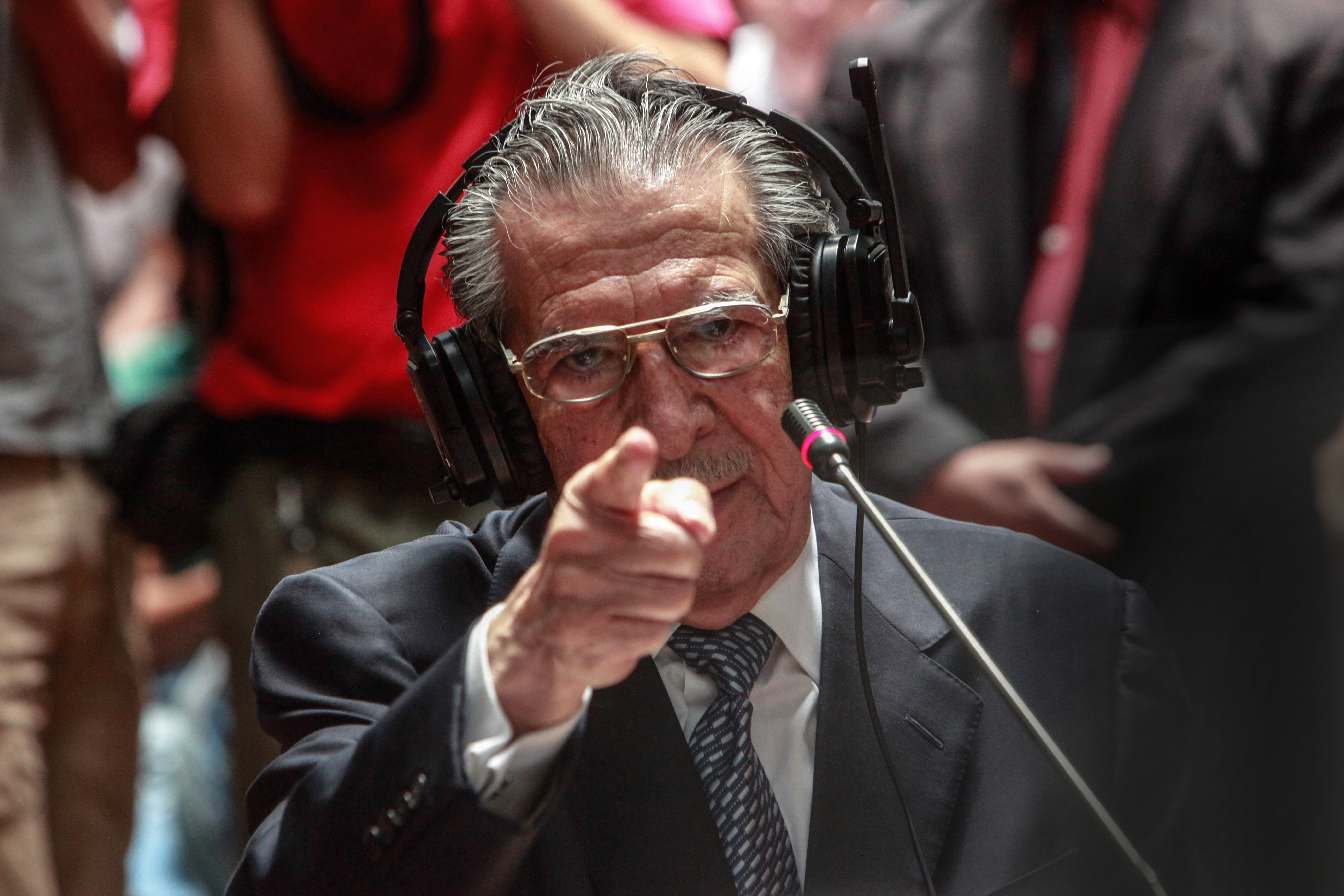
Хосе Риос Монтт

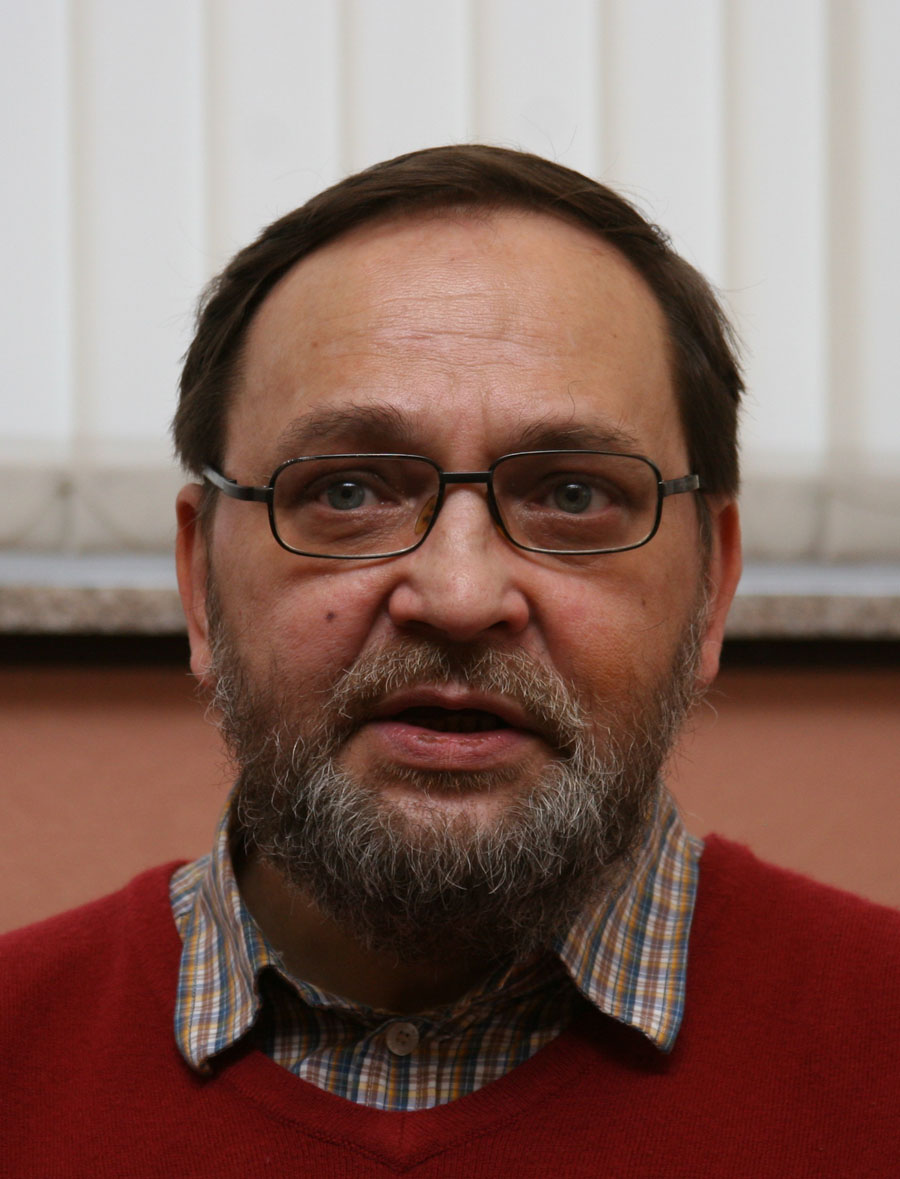
Михаил Угаров

- Аберра, Амсале (64) — американский дизайнер свадебных платьев[360].
- Адре, Франсуаза (97) — французская балерина, хореограф и директор балетных компаний[361].
- Битти, Боб (85) — американский тренер по лыжному спорту, главный тренер сборной США (1961—1969), один из основателей Кубка мира по горнолыжному спорту (1966)[362].
- Брили, Джил (85) — австралийский продюсер, режиссёр и сценарист[363].
- Бочко, Стивен (74) — американский телевизионный сценарист и продюсер, лауреат десяти премий «Эмми»[364].
- Гержод, Казимеж (81) — польский пианист, ректор Музыкального университета имени Фредерика Шопена (1987—1994)[365].
- Давыдов, Иван Лукич (99) — советский государственный деятель, заместитель министра торговли СССР (1969—1987), участник Великой Отечественной войны[366].
- Диболд, Фостер (85) — американский учёный и деятель образования, президент Университета Аляскинской системы (1977—1979), президент Университета Эдинборо в Пенсильвании (1979—1996)[367].
- Кешерю, Этелка (92) — венгерская государственная деятельница, министр лёгкой промышленности (1971—1980)[368].
- Кроон, Эверт (71) — нидерландский ватерполист, бронзовый призёр летних Олимпийских игр в Монреале (1976)[369].
- Мойнехен, Брайан (77) — американский журналист и писатель-историк[370].
- Моррис, Одри (89) — американская джазовая певица и пианист[371].
- Накоряков, Владимир Елиферьевич (82) — советский и российский теплофизик, академик РАН (1991; академик АН СССР с 1987), ректор Новосибирского государственного университета (1982—1985)[372].
- Нуссенцвайг, Рут Зоннтаг (89) — бразильский иммунолог[373].
- Ньюман, Джоселин (80) — австралийский государственный деятель, министр социального обеспечения (1996—2001)[374].
- Остапенко, Владислав Алексеевич (68) — советский и белорусский врач-хирург, министр здравоохранения Республики Беларусь (2001—2002)[375].
- Раджендран С.В. (81) — индийский режиссёр[376].
- Риос Монтт, Хосе Эфраин (91) — гватемальский военный и государственный деятель, президент Гватемалы (1982—1983), центральная фигура риосмонттизма[377].
- Ронцки, Авишай (66) — израильский военный и религиозный деятель, бригадный генерал Армии обороны Израиля, главный военный раввин (2006—2010)[378].
- Сенешаль, Мишель (91) — французский оперный певец (тенор)[379].
- Синицына, Нина Васильевна (81) — советский и российский историк, источниковед, историограф, главный научный сотрудник Центра истории религии и Церкви Института российской истории РАН[380].
- Тамер, Улькю (81) — турецкий поэт, представитель направления «Второе новое»[381].
- Ткаченко, Евгений Викторович (83) — российский государственный деятель, министр образования России (1992—1996), академик РАО (1993)[382].
- Угаров, Михаил Юрьевич (62) — российский драматург, режиссёр театра и кино, сценарист, один из организаторов фестиваля молодой драматургии «Любимовка», художественный руководитель «Театра. DOC»[383].
- Эдвард Дигби, 22-й барон Дигби (93) — барон Дигби (с 1964 года)[384].